# Matthiaskirche (Budapest)

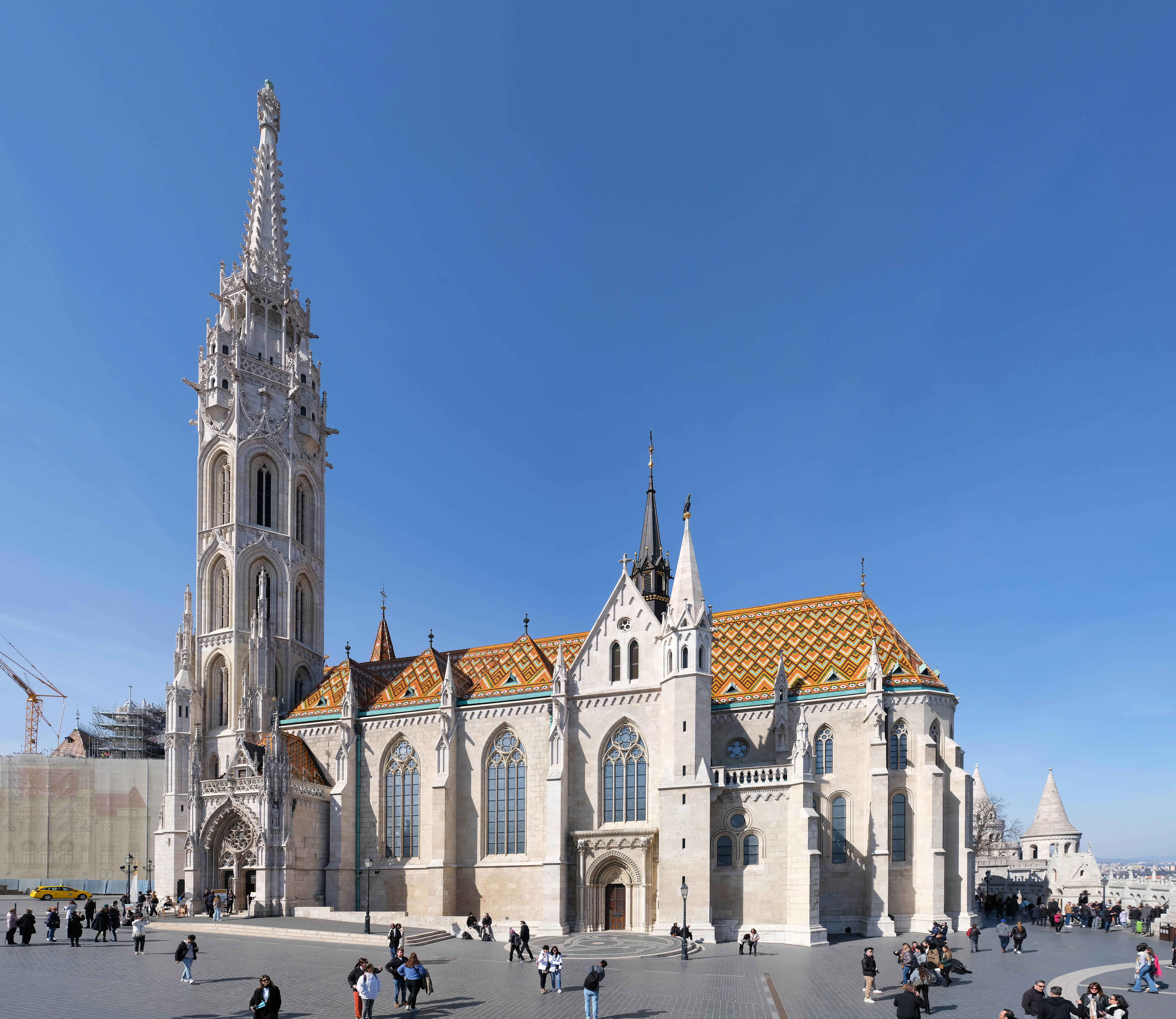
Matthiaskirche

Die Matthiaskirche (ungarisch Mátyás-templom), eigentlich Kirche Mariä Himmelfahrt (Nagyboldogasszony-templom), ist eine römisch-katholische Kirche im historischen Stadtteil Buda der ungarischen Hauptstadt Budapest. Der neugotische Sakralbau befindet sich neben der Fischerbastei am Dreifaltigkeitsplatz im Burgviertel im I. Bezirk. Die Matthiaskirche war die erste Kirche auf dem Burgberg und ist Teil des UNESCO-Welterbes. Sie war die Krönungskirche der ungarischen Könige Karl I. Robert (1309), Franz Joseph I. (1867) und Karl IV. (1916), und dient als Kathedrale des ungarischen Militärordinariats.

## Geschichte

### Gründung der Kirche
Der Tradition der Diözese von Esztergom zufolge erbaute König Stephan I. (1000–1038) hier bereits im Jahre 1015 eine Kirche. So bestätigen es auch Quellen aus dem 17. Jahrhundert und es wird vermutet, dass hier die sterblichen Überreste des heiligen Gellért, der auf dem nahe gelegenen Gellértberg den Märtyrertod erlitt, beigesetzt wurden. Auf dem Burgberg kann man allerdings keine Spuren irgendeiner Besiedlung vor dem 13. Jahrhundert nachweisen.

### Romanische Basilika
Die heutige Kirche wurde zwischen 1255 und 1269 auf Befehl von König Béla IV. (1235–1270) als romanische Basilika erbaut. Ungarn war durch den Mongolensturm verwüstet worden, und weil Burgen als Rückzugsorte fehlten, waren ungefähr 40 Prozent der Bevölkerung umgekommen. Als Konsequenz daraus begann Béla IV. damit, Burgen an strategisch wichtigen Orten zu errichten. Die wichtigste davon war die Burg von Buda. Als Teil dieser Burg wurde die Matthiaskirche als Kirche für die deutsche Bürgerschaft von Buda erbaut. Eine erste schriftliche Erwähnung dieser Liebfrauenkirche finden wir im Jahre 1255 als „zu erbauen“, im Jahre 1269 dann als „erbaut“. Die Grundform der heutigen Kirche geht noch auf diese Basilika zurück, und wir finden noch einige Kapitelle innerhalb der Kirche aus dem 13. Jahrhundert. Der Grundriss der Kirche ähnelt sehr dem des Dominikanerklosters auf der Margareteninsel, das ebenfalls von Béla IV. errichtet wurde. Als im Jahre 1301 Andreas III., der letzte König des Árpádenhauses, verstarb, wurde hier der erst 13-jährige Sohn des böhmischen Königs Wenzel als Ladislaus V. (1301–1305) zum König von Ungarn bestimmt. Im Jahre 1309 war die Matthiaskirche Schauplatz der Krönung von Karl I. Robert (1308–1342) aus dem französischen Haus Anjou.

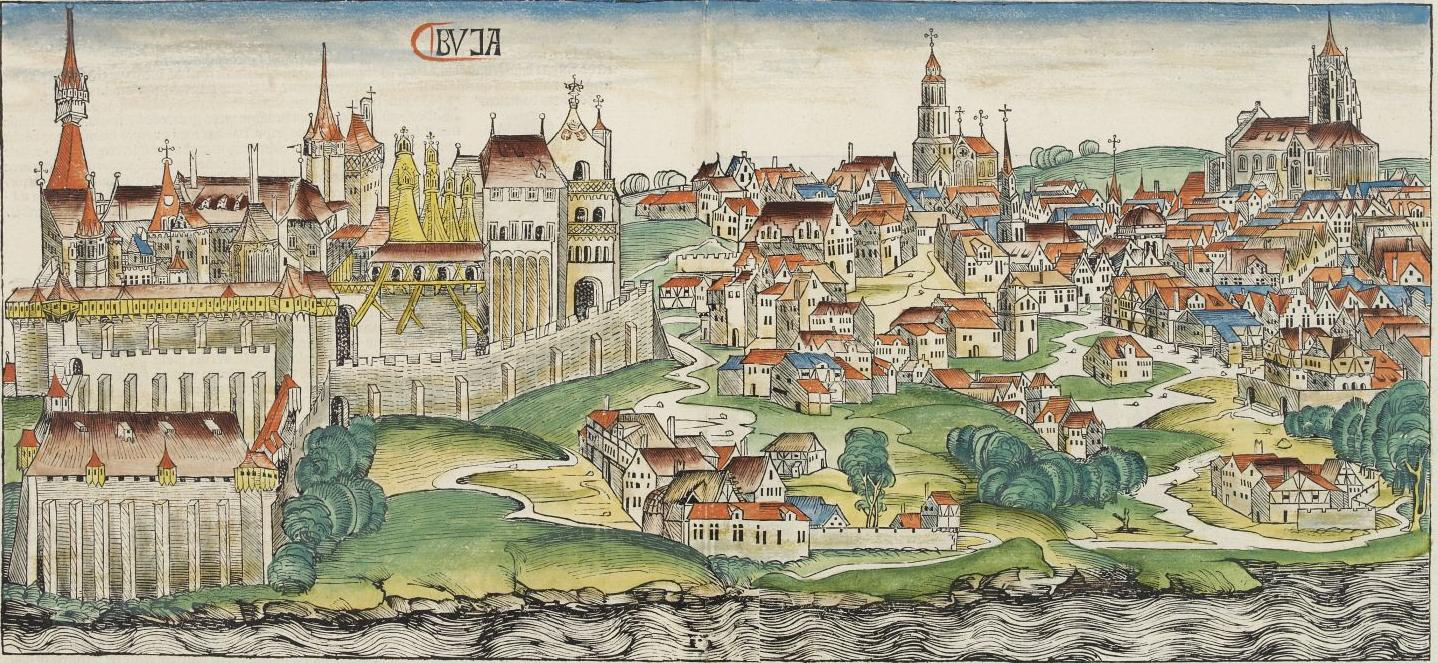
Stadt Buda im Jahre 1493, rechts im Bild die Matthiaskirche

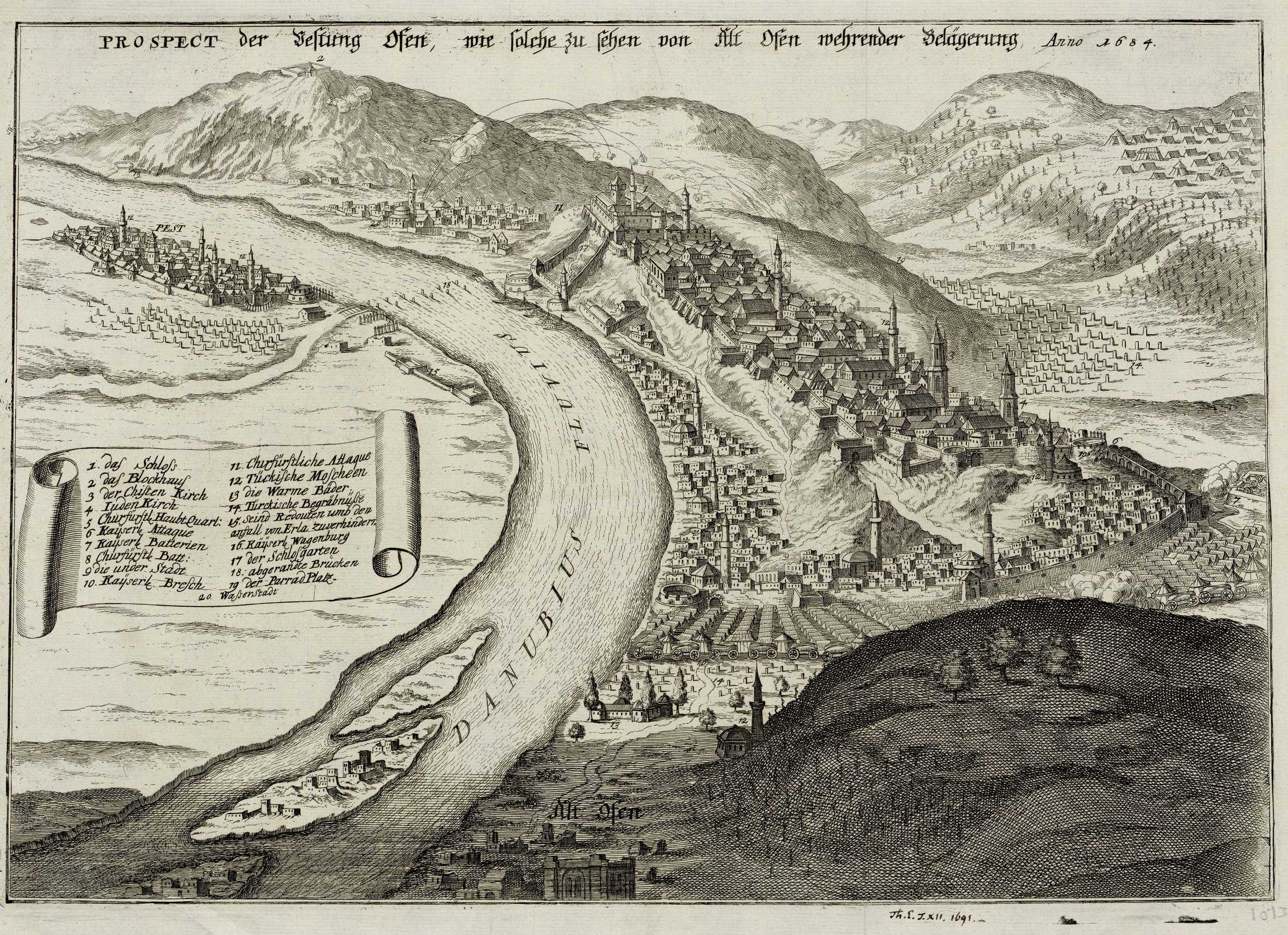
Die Stadt Buda im Jahre 1684 noch in türkischer Hand. Neben vielen Minaretten erkennt man rechts auch den Turm der Matthiaskirche (Nr. 3).

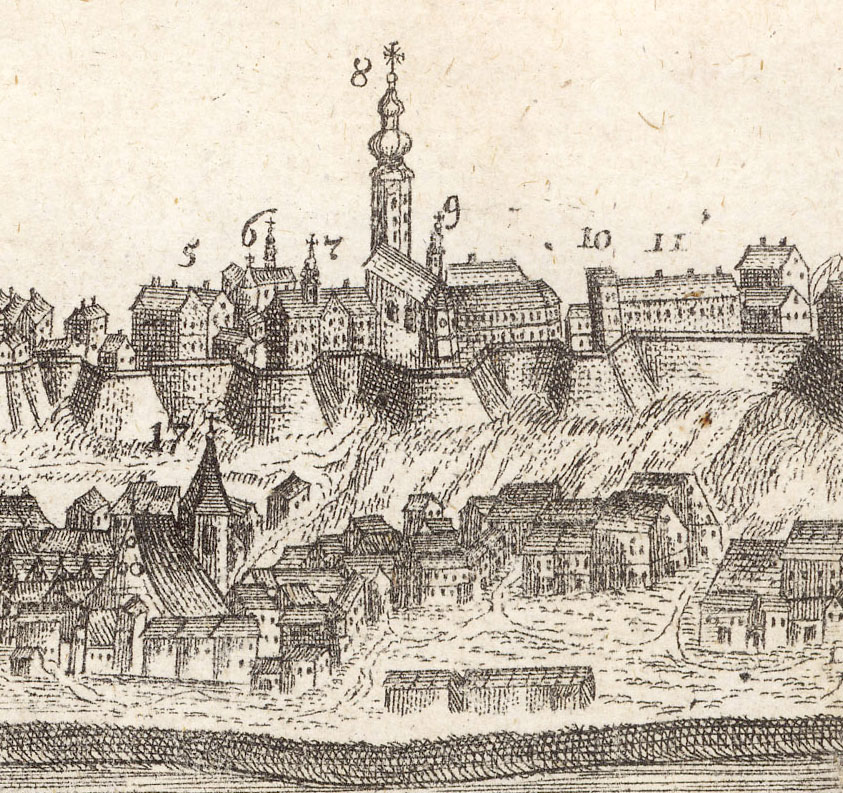
Kirche im 18. Jahrhundert

### Gotische Hallenkirche
Um 1370 wurde die Matthiaskirche von König Ludwig dem Großen (1342–1382) in eine gotische Hallenkirche mit drei Schiffen umgebaut. Die Seitenschiffe wurden auf die Höhe des Mittelschiffes gebracht und das Marientor nach dem Vorbild des Westportals der Laurentiuskirche in Nürnberg geschaffen. Ebenfalls aus dieser Zeit stammt ein Kapitell gleich neben dem Marientor, das Ludwig und seine Frau Elisabeth darstellt. König Sigismund von Luxemburg (1387–1437) erweiterte die Kirche um zwei Altarräume, die bei der Rekonstruktion im 19. Jahrhundert beseitigt wurden. Von 1402 bis 1433 ließ Pfalzgraf Miklós Gara neben der nördlichen Seitenkapelle (heute Ladislaus-Kapelle) eine Grabkapelle für seine Familie errichten. Die Kapelle an dieser Stelle trägt noch heute seinen Namen. Nach ihrer Wahl zum König wurden Albrecht von Habsburg (1437–1439) und später Wladyslaw von Polen (1440–1444) in dieser Kirche empfangen. Im Jahre 1455 rief der heilige Johannes Capistranus hier zum Kreuzzug gegen die Türken auf.

### Matthiaskirche

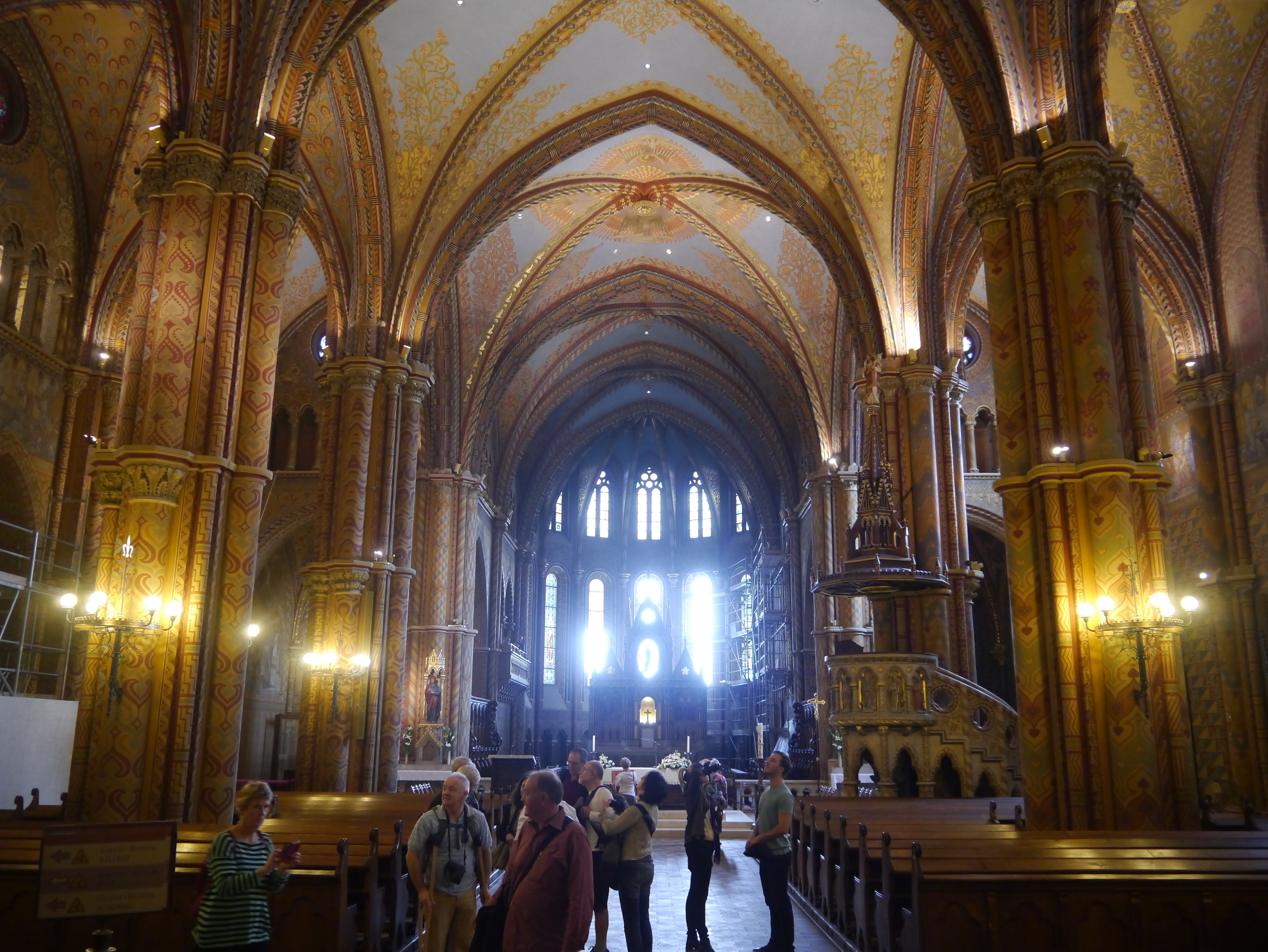
Innenansicht auf Hauptschiff

Der heutige Name der Kirche geht auf König Matthias Corvinus (1458–1490) zurück, der die Kirche 1470 um einen fünfgeschossigen Turm und das königliche Oratorium erweitern ließ. Noch heute finden wir sein Wappen gleich neben dem Marientor, ursprünglich war es jedoch am Turm platziert. König Matthias förderte die Kunst und holte viele Künstler insbesondere aus Italien ins Land, weshalb der Matthiasturm eine interessante Mischung aus gotischem und Renaissancestil darstellt, dem damals in Italien dominanten Stil. Matthias feierte auch seine beiden Hochzeiten hier, zunächst mit Katharina von Podiebrad (1461), Tochter des böhmischen Königs Georg, und nach ihrem Tod mit Beatrix von Aragón (1476), Tochter des Königs von Neapel Ferdinand I. Seitdem wird das südöstliche Tor der Kirche als „Brauttor“ bezeichnet.

### Große Moschee
Im Jahre 1526 fügte Sultan Süleyman I. Ungarn in der Schlacht bei Mohács eine vernichtende Niederlage zu, in deren Folge König Ludwig II. auf der Flucht starb und Ungarn führerlos war. Am 25. August 1541 eroberten die Türken die Stadt Buda und wandelten die Kirche in ihre Hauptmoschee um. Nun war die Matthiaskirche fast 150 Jahre als Büyük Camii, Große Moschee, bekannt. Fast die komplette Einrichtung der Kirche wurde in der Folge zerstört, die Wände weiß übermalt und sämtliche Heiligenfiguren geköpft, was noch heute am Marientor sichtbar ist. Sultan Süleyman dankte hier Allah für die Eroberung der Stadt und Gül Baba, ein islamischer Heiliger, dessen Türbe (die Gül-Baba-Türbe) bis heute in Buda eine Pilgerstätte ist, soll hier gestorben sein.

### Barockisierung
Bei der Eroberung Budas am 2. September 1686 durch die Heilige Liga wurde die Kirche fast völlig zerstört und im Anschluss daran den Jesuiten übergeben. Sie richteten hier ihre Zentrale in Ungarn ein und erweiterten das Gebäude um ein Kloster an der Nordseite und ein Priesterseminar an der Südseite. So ging der mittelalterliche, freistehende Charakter der Kirche verloren. Sowohl außen als auch innen wurde die Kirche barock umgestaltet. Als der Jesuitenorden 1773 aufgelöst wurde, übergab man die Kirche dem Rat der Stadt Buda.

### Krönungskirche

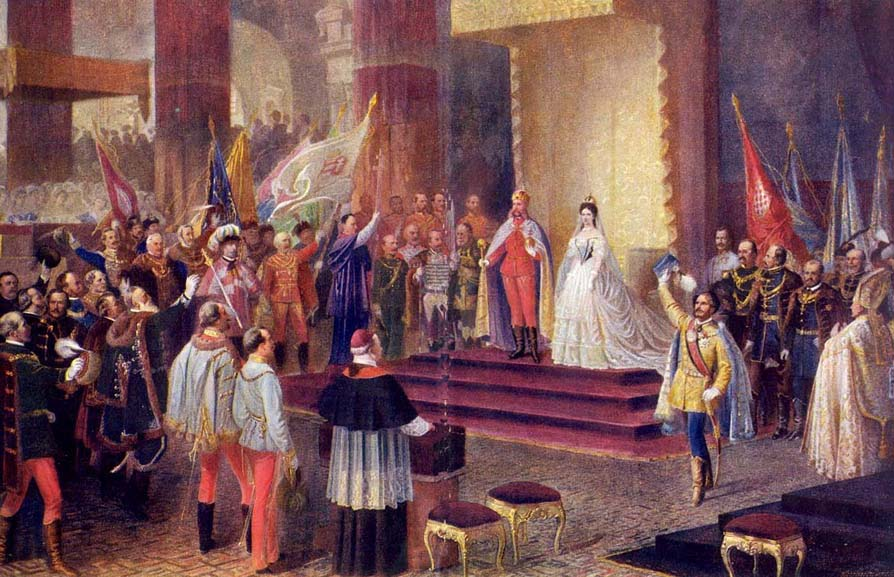
Krönung von Franz Joseph und Elisabeth 1867

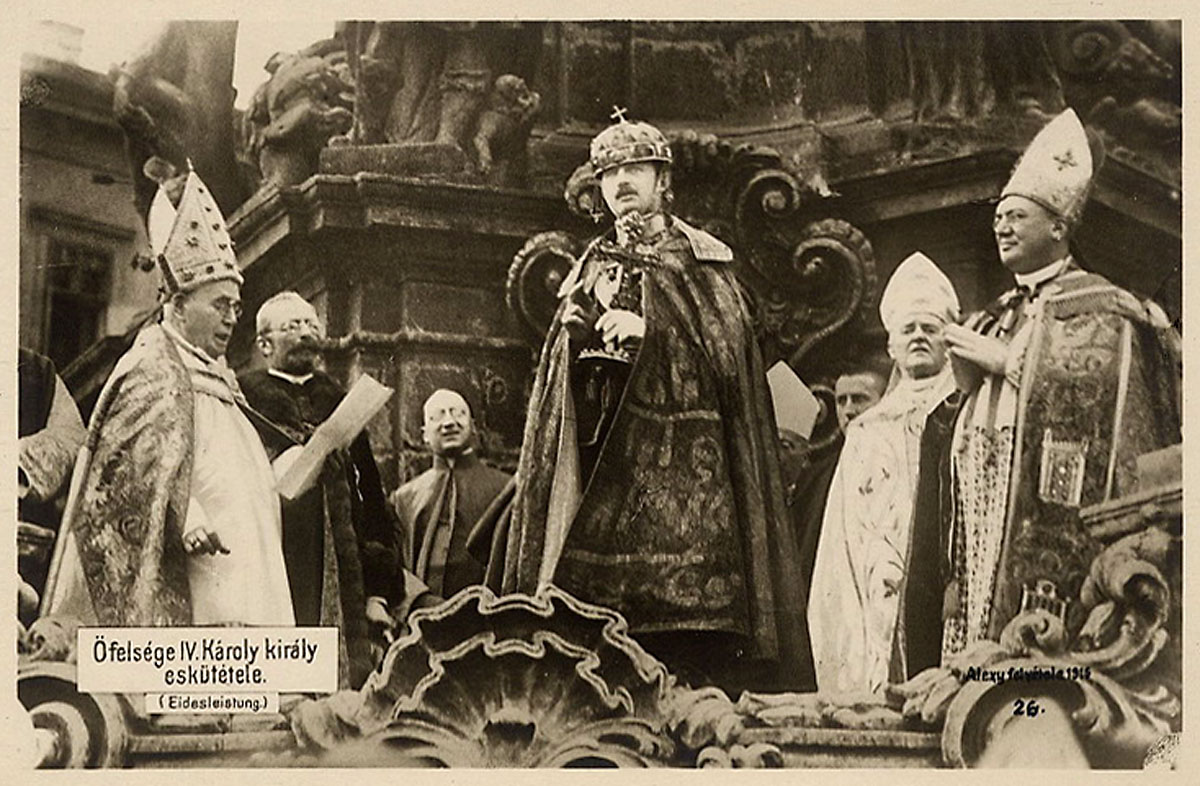
Eidesleistung von König Karl IV. an der Dreifaltigkeitssäule vor der Matthiaskirche 1916

Am 8. Juni 1867 fand in der Matthiaskirche die Krönung des ungarischen Königspaares Franz Joseph I. und Elisabeth statt. Viele Hinweise darauf gibt es bis heute in der Kirche: Die Fahnen an den Säulen, ihre Wappen auf dem Elisabeth-Fenster und natürlich das große Krönungsfresko im Oratorium des Malteserordens.
Zwischen 1873 und 1896 wurden an der Matthiaskirche Umbauten und Erweiterungen nach Plänen von Frigyes Schulek vorgenommen. Er hat der Matthiaskirche ihre heutige neugotische Gestaltung verliehen. Die Grundstruktur des Gebäudes ist allerdings aus dem Mittelalter erhalten geblieben, dazu einige Details wie etwa das Marientor.
1916 fand in der Matthiaskirche die Krönung des letzten ungarischen Königspaares Karl IV. und Zita statt. Nach der Krönung erfolgte die Eidesleistung des neuen Königs an der Dreifaltigkeitssäule vor der Matthiaskirche.
Im Zweiten Weltkrieg wurde die Matthiaskirche schwer beschädigt, jedoch 1950–1960 nach den Originalplänen von Schulek wieder aufgebaut.
Die Matthiaskirche zeichnet sich durch die beiden völlig ungleichen Türme aus. Der Turm links des Kirchenschiffs, der so genannte Bélaturm, ist gedrungen und mit bunten Ziegeln verziert, die ein Mosaik bilden. Rechts des Kirchenschiffs steht der 80 Meter hohe, achteckige, gotische Matthiasturm. Die Majolikakacheln auf dem Kirchendach wurden von der Zsolnay-Fabrik in Pécs gefertigt.

## Kircheninneres

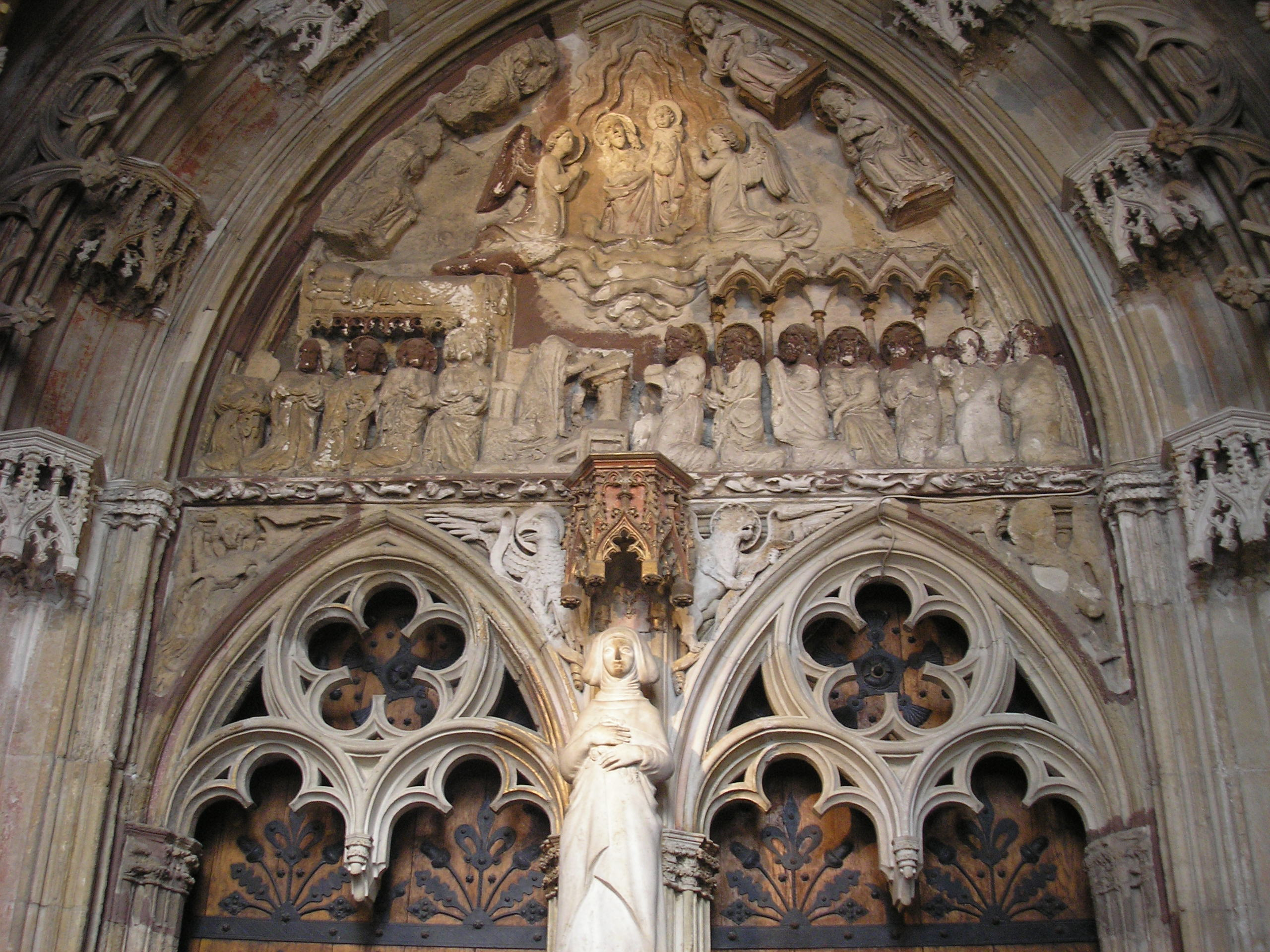
Marientor

Die heutigen Verzierungen im Inneren erhielt die Kirche beim Umbau im 19. Jahrhundert. Darunter zu finden sind auch die reichen Ziermalereien, die aus mehrfarbigen geometrischen und pflanzlichen Elementen bestehen und eine Arbeit von Bertalan Székely und Károly Lotz sind.

### Marientor
Beim Gang durch das südliche Tor ins Kircheninnere fällt am Ende der Vorderhalle zuerst das Marientor aus dem 14. Jahrhundert ins Auge. Es zählt zu den wichtigsten Beispielen gotischer Bildhauerkunst in Ungarn. Das kunstvoll gearbeitete Relief am Tympanon soll den Tod Marias darstellen, heute sind aber nur noch Fragmente erhalten. Die Köpfe der Figuren wurden im 16. Jahrhundert von den Türken abgeschlagen.

### Rabenwappen

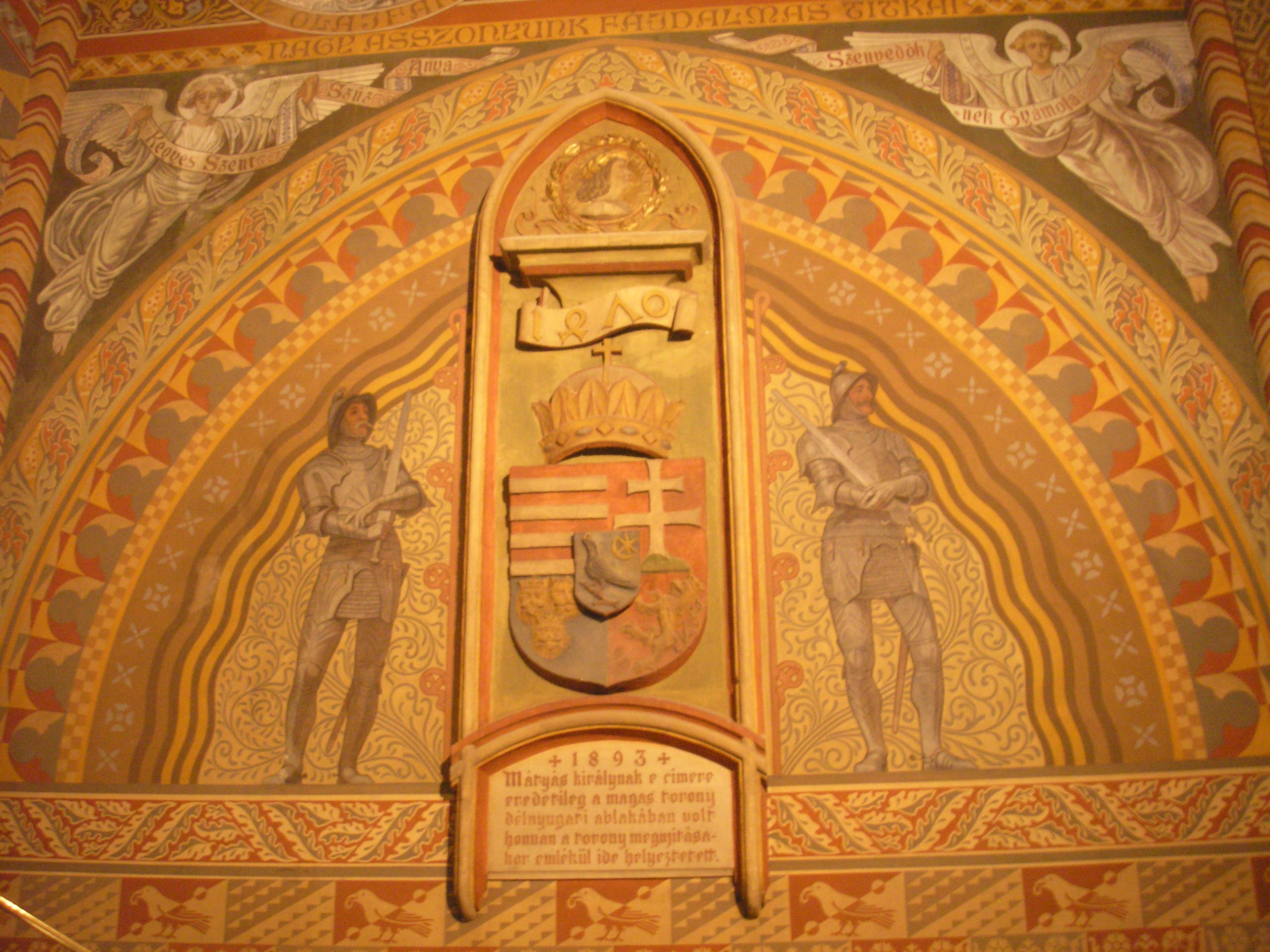
Wappen von Matthias Corvinus

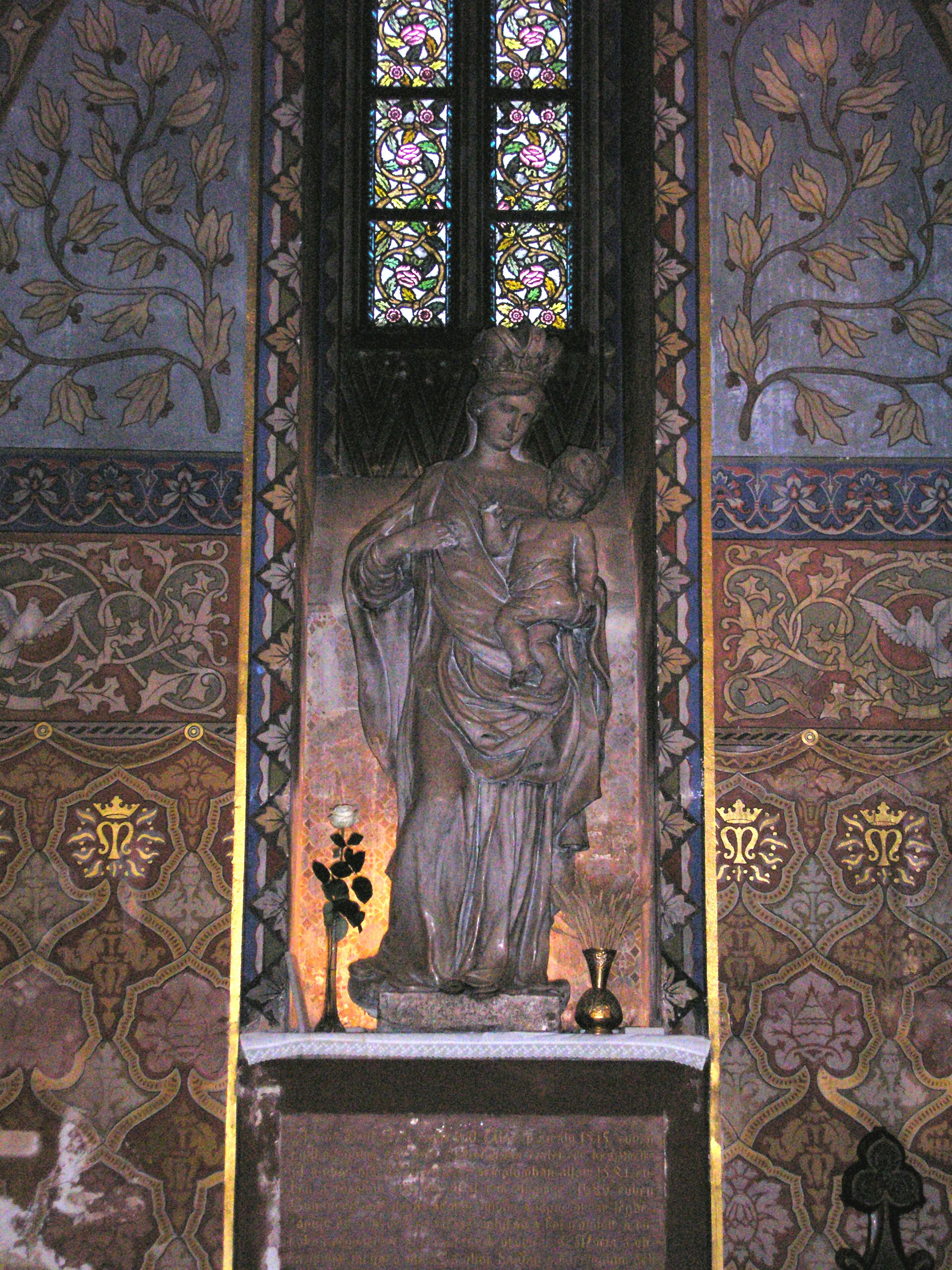
Marienstatue in der Loreto-Kapelle

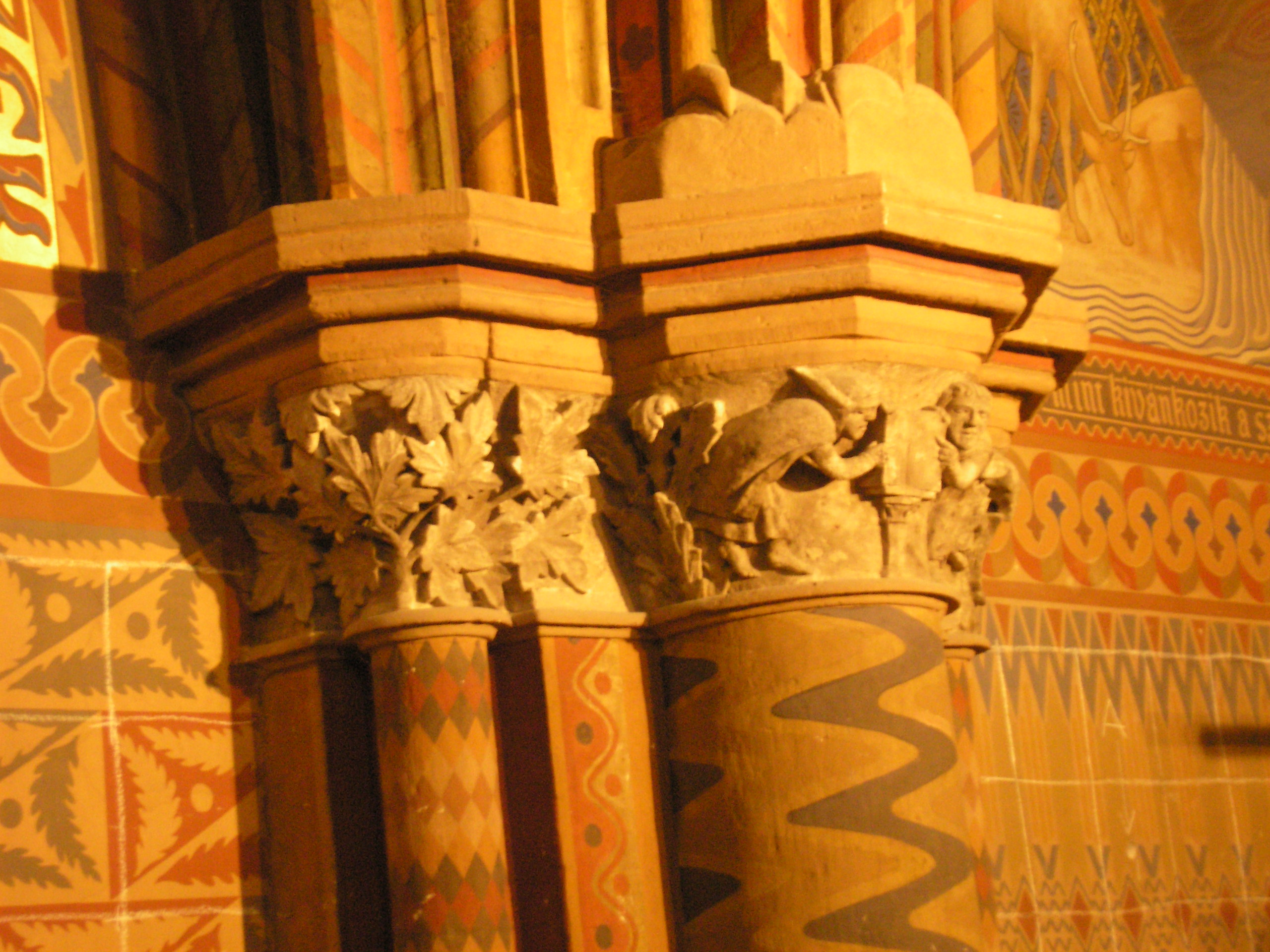
Romanisches Säulenkapitell

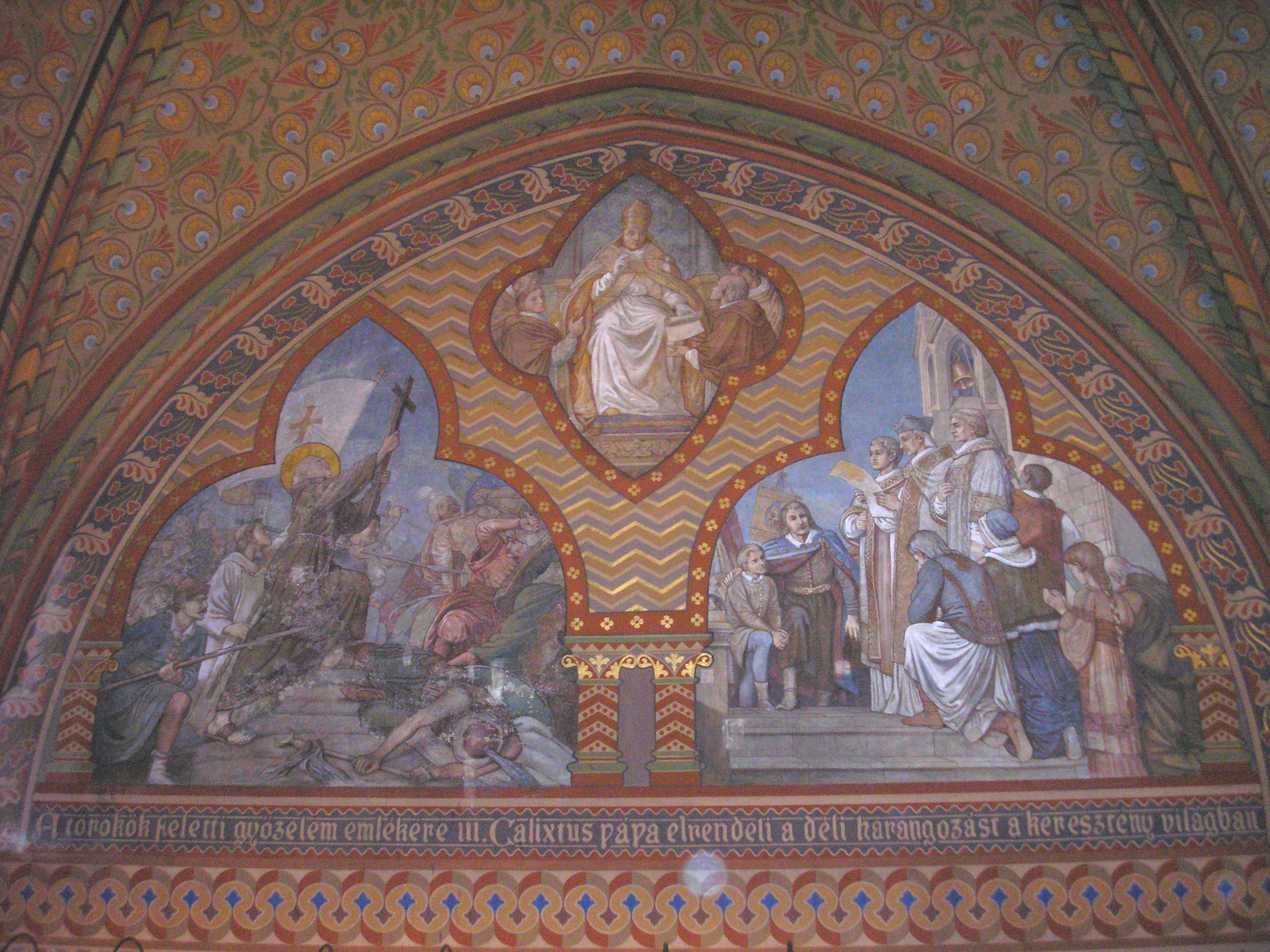
Belgrad-Fresko

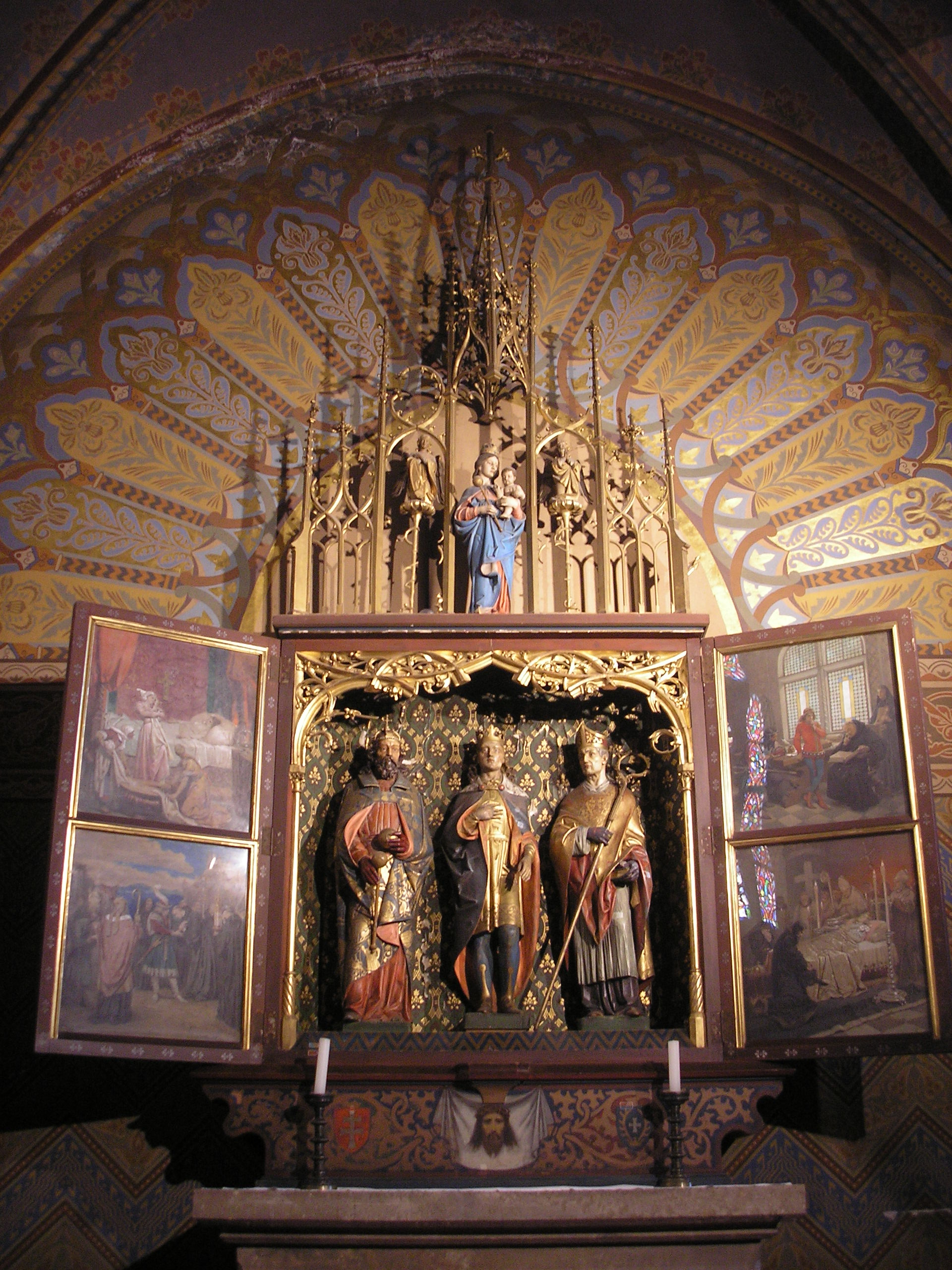
Emmerich-Altar

An der Ostwand des Südturmes befindet sich das Wappen von König Matthias Corvinus. Es besteht aus den Wappen der Königreiche Ungarn (oben – vier rote und vier weiße Querstreifen und Doppelkreuz), Dalmatien (unten links – drei Löwenköpfe) und Böhmen (unten rechts – doppelschwänziger Löwe) sowie dem Wappen des Hauses Hunyadi (zentral – Rabe mit goldenem Ring im Schnabel). Über dem Wappen befinden sich eine Krone und die Jahreszahl 1470, das Jahr, in dem der Südturm von König Matthias errichtet wurde. Neben dem Wappen sind zwei Soldaten der schwarzen Armee dargestellt, der Söldnerarmee von König Matthias, die die Grundlage seiner Stärke darstellte.

### Loreto-Kapelle
Links des Hauptportals befindet sich die Kapelle von Loreto. Hier befindet sich eine barocke Jungfrauenstatue aus rotem Marmor, die an die Rückeroberung von Buda im Jahre 1686 erinnert. Der Legende nach hatte man unmittelbar vor der Eroberung der Stadt 1541 durch die Osmanen eine Marienstatue, ein Geschenk von König Vladislav II., innerhalb der Kirche eingemauert, um sie so vor der Zerstörung durch die Türken zu bewahren. So soll sie bis zum Jahre 1686 unentdeckt in der zur Moschee umfunktionierten Kirche verblieben sein. 1686 kam es zur Belagerung durch die Christen und während der Kämpfe soll in der Nähe der Kirche ein Schießpulverlager der Türken explodiert sein. Durch die Wucht der Explosion stürzte demnach die Mauer vor der Statue ein und zu ihrem Entsetzen tauchte vor den betenden Muslimen die Jungfrau Maria auf. Noch am gleichen Abend, dem 2. September 1686, wurde die Stadt zurückerobert. Der Sieg wurde diesem Wunder zugeschrieben, was diese Kapelle bis heute zu einer Pilgerstätte macht.

### Taufkapelle
Rechts des Hauptportals finden wir die Taufkapelle mit einem romanischen Säulenkapitell, das noch aus der Gründungszeit der Kirche im 13. Jahrhundert stammt. Es stellt zwei Mönche dar, die auf ein Buch, vermutlich die Bibel, zeigen und weist erstaunliche Ähnlichkeiten zu den Werken des Naumburger Meisters auf. Dieses Kapitell ist der älteste erhaltene Teil des Innenraums der Kirche. An der Nordwand der Kapelle finden wir das Fresko zur Schlacht von Belgrad, eine Arbeit von Károly Lotz. Es erinnert an die erfolglose Belagerung der Stadt Belgrad (damals ein Teil Ungarns) durch die Türken im Jahre 1456. Mit Konstantinopel war nur drei Jahre zuvor die letzte christliche Bastion auf dem Balkan gefallen und Mehmed II. versuchte im Anschluss das Königreich Ungarn in einem Blitzfeldzug zu unterwerfen, ein Ereignis, das deshalb natürlich auch die Aufmerksamkeit der katholischen Kirche erregte. Der Franziskaner Johannes Capistranus wurde nach Ungarn gesandt und er predigte so wirksam den Kreuzzug, dass die ungarische Armee um zahlreiche kriegsbegeisterte Bauern verstärkt werden konnte. Er ist im linken Teil des Freskos dargestellt. Den damaligen Papst Calixtus III. findet man im oberen Teil des Freskos. Er war es, der die Bedeutung dieser Schlacht auch für die Christenheit erkannte und veranlasste deshalb, dass in allen Kirchen der Welt am Mittag die Glocken läuten sollten, als Zeichen der Unterstützung der Truppen in Belgrad durch die gesamte Christenheit. Eine Tradition, die bis heute in jeder katholischen Kirche durch das mittägliche Angelus fortgeführt wird. Dieses Geläut und das Verlesen des Dekrets des Papstes vor der Matthiaskirche wird im rechten Teil des Freskos abgebildet. Dort sieht man auch links den siegreichen Feldherren Johann Hunyadi mit seinem Sohn, dem späteren König Matthias, dargestellt. An der westlichen Wand befindet sich ein Rundfenster mit stufenartiger Verkleidung und der Darstellung des Opferlammes, vor dem ein im neoromanischen Stil gefertigtes Taufbecken angebracht ist.

### Emmerich-Kapelle
Auf der Nordseite der Kirche befindet sich die Kapelle des heiligen Emmerich (ungar. Imre). An der Westwand sind Fresken, die das Leben des heiligen Franz von Assisi darstellen.
Gegenüber steht der so genannte Imre-Altar, ein Werk von Mihály Zichy. Der Flügelaltar besteht aus drei Teilen (Triptychon), links und rechts sind Szenen aus dem Leben des heiligen Imre dargestellt. Im Zentrum findet man seine Statue flankiert von den Statuen des heiligen Stephan und des heiligen Gellért, seinem Vater und seinem Lehrer.

### Dreifaltigkeits-Kapelle

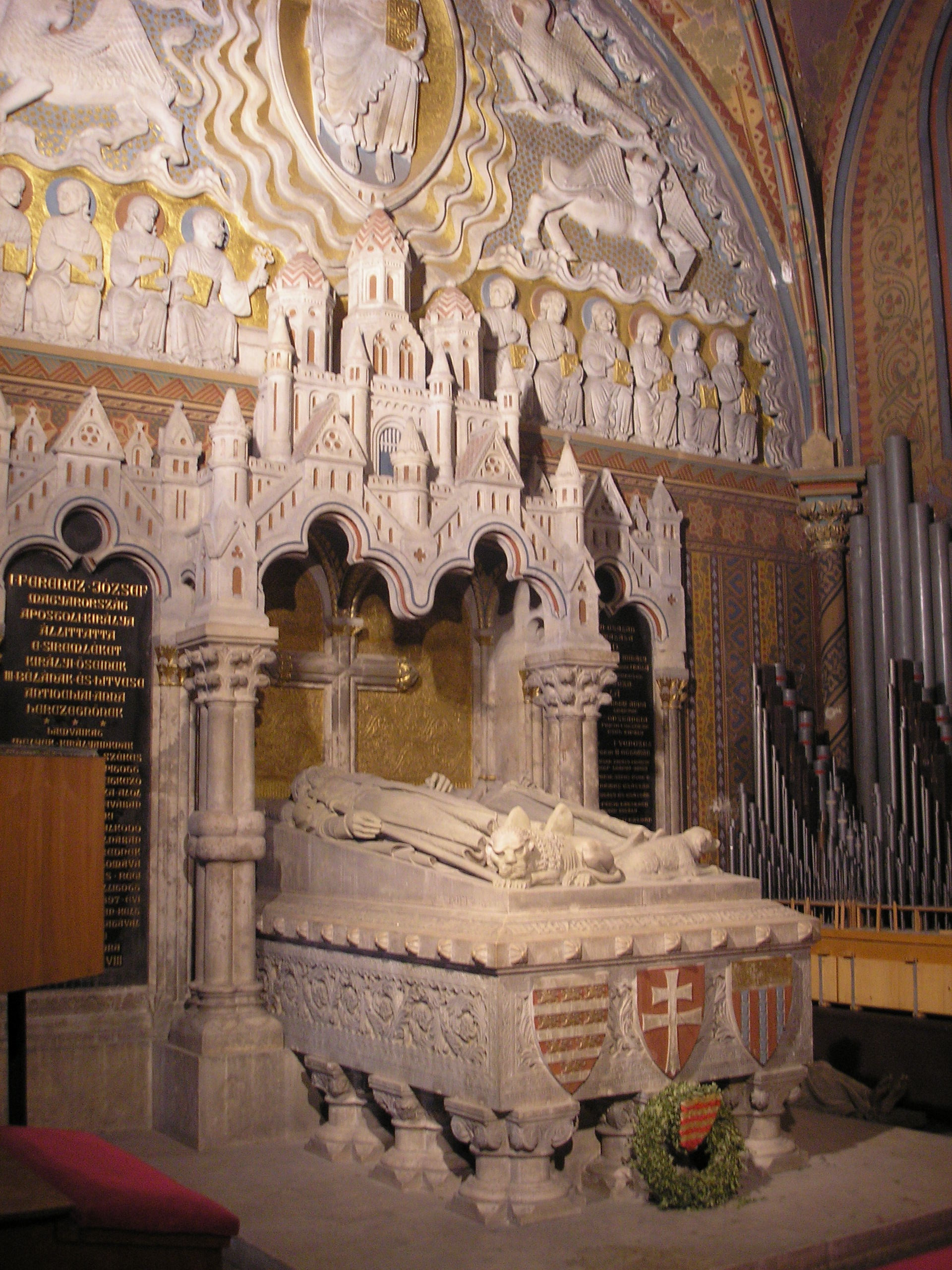
Ruhestätte von Béla III.

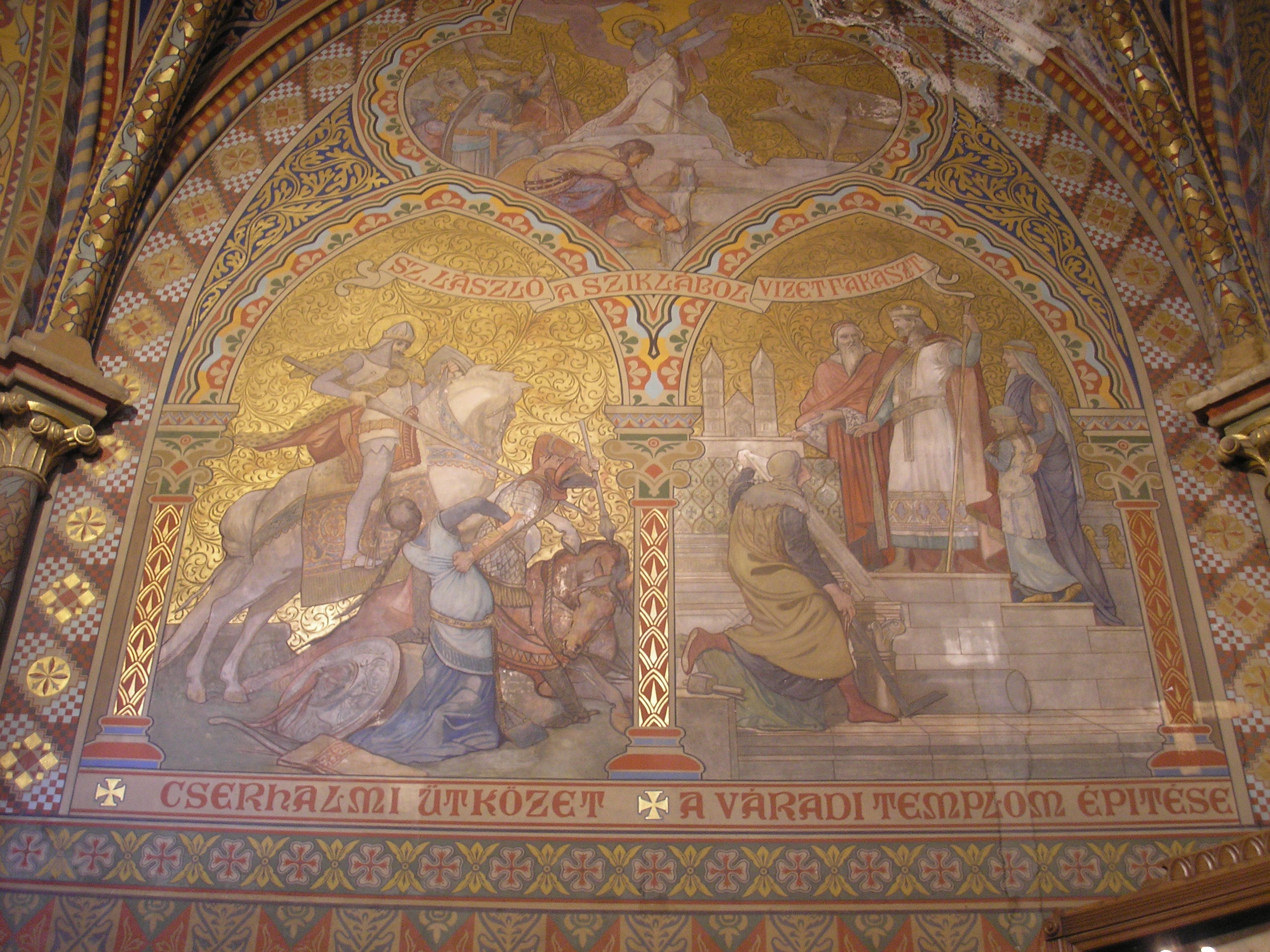
In der Ladislaus-Kapelle

Gleich neben der Emmerich-Kapelle schließt sich die Dreifaltigkeits-Kapelle an. Sie ist heute die letzte Ruhestätte für König Béla III. (1172–1196) und seine Frau Agnes de Châtillon. Sie wurden im Jahre 1860 aus der Basilika von Székesfehérvár hierher überführt. Beide ruhen heute unter einem Steinbaldachin, einer Arbeit von Ferenc Mikula, auf dem das Paar in der Form von zwei liegenden Gestalten dargestellt wird.
Die Kapelle ist durch ein Gitter vom Rest der Kirche getrennt, an dem die Wappen des Königspaares angebracht sind. In der Kapelle befindet sich auch eine kleine Orgel, die im Gottesdienst der Kirche unter der Woche genutzt wird. Ebenfalls in der Kapelle ist eine Gedenktafel des Zisterzienserordens zu Ehren von Béla III. angebracht, der den Orden nach Ungarn eingeladen hatte.

### Ladislaus-Kapelle
Links vom Chor schließt sich die Kapelle des heiligen Ladislaus an. Károly Lotz stellt in seinen Wandbildern sechs Legenden des Königs Ladislaus I. (1077–1095) (ungarisch László) dar, die zu seiner Heiligsprechung führten. Links zunächst die Rettung einer ungarischen Frau vor einem heidnischen Kumanen – stellvertretend für die Verteidigung der Ostgrenze der Christenheit –, daneben die Gründung der Stadt und der Kathedrale in Nagyvárad. Im oberen Teil ist eines der Wunder abgebildet, die ihm nachgesagt werden. Im Kampf gegen die Kumanen ging demnach seinen Kämpfern das Wasser aus, Ladislaus nahm seine Axt und spaltete einen Felsen, sogleich entsprang eine Quelle und seine Armee war wieder reichlich mit Wasser versorgt. Auf der Ostwand links sind die Ereignisse nach seinem Tod beschrieben. Sein letzter Wille war es der Legende nach gewesen, in „seiner“ Stadt Nagyvárad beigesetzt zu werden. Da er aber in der Nähe der Stadt Esztergom verstarb, erschien dies aussichtslos, denn zwischen den zwei Städten befinden sich fast 400 km, damals viele Tagesreisen. In dieser Situation tauchten zwei Engel auf und trugen seinen Leichnam nach Nagyvárad, wo er beigesetzt wurde. Rechts daneben wird seine Kanonisierung geschildert. Als man seinen Sarg im Jahre 1192, fast 100 Jahre nach seinem Tod, öffnete, um Reliquien zu entnehmen, stellte man fest, dass er unversehrt war. Der Legende nach schlief er nur sehr fest und erwacht, sobald Ungarn wieder seiner Hilfe bedarf. Das letzte Fresko stellt sein Grab dar, das im Mittelalter zur Schlichtung von Konflikten diente. Beide Konfliktparteien mussten an seinem Grab schwören, die Wahrheit zu sprechen, log einer, starb er, noch bevor er zu Ende gesprochen hatte. In der Kapelle befindet sich auch eine Kopie seines Kopfreliquiars, das Original wird in Győr aufbewahrt.

### Presbyterium

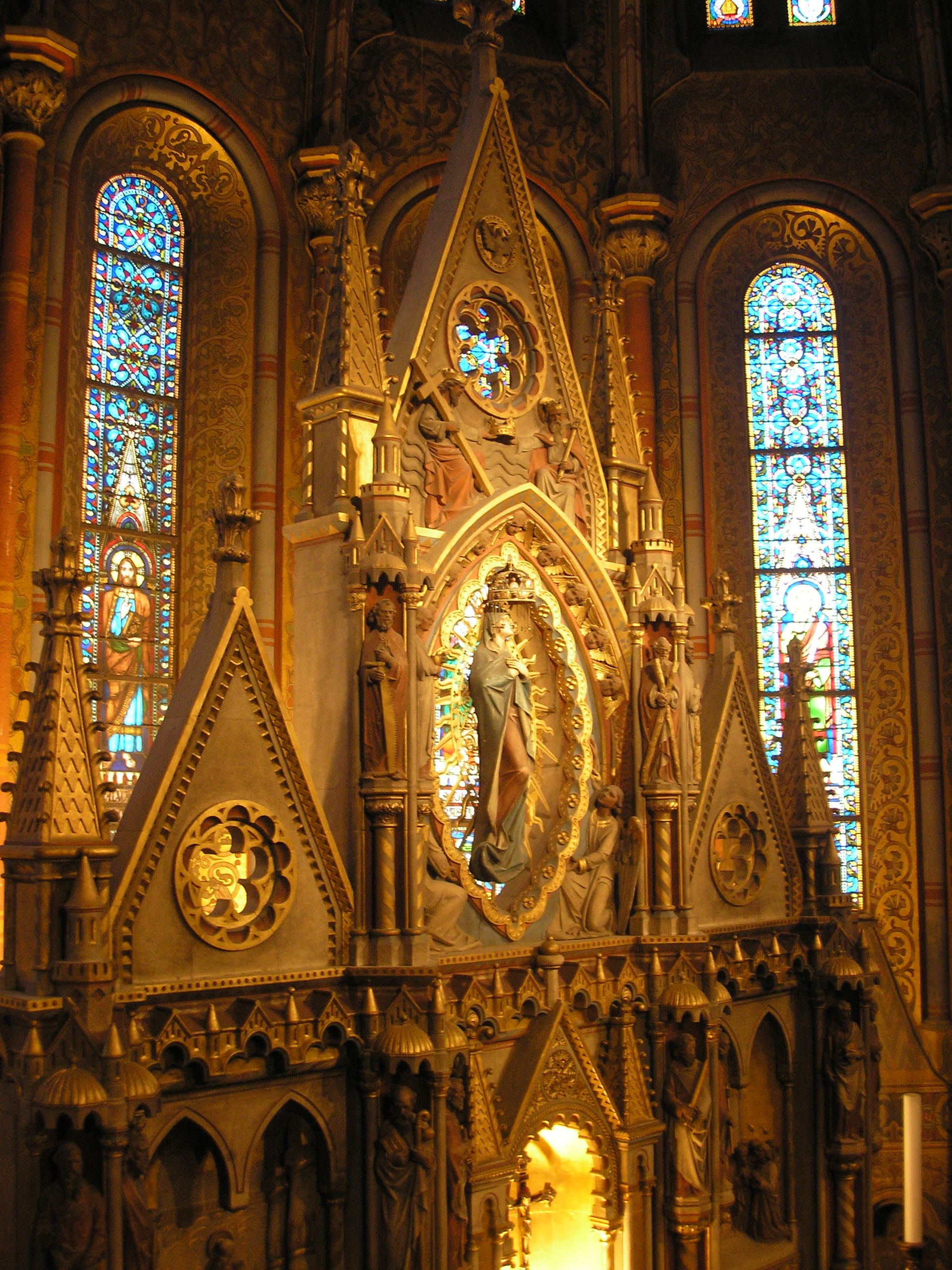
Marienstatue am Hauptaltar

Das Presbyterium mit dem Hauptaltar schließt sich am östlichen Ende der Kirche an das Hauptschiff an. An beiden Längsseiten findet man ein neogotisches Chorgestühl, auf der linken Seite ist der Eingang zur Sakristei.
Am Ende des Chores steht der neogotische Hauptaltar, eine Arbeit von Frigyes Schulek. Im Zentrum des Altars befindet sich eine tirolische Holzstatue der Jungfrau Maria, als Regina Hungariae mit einer Kopie der Stephanskrone dargestellt. Diese Art der Darstellung geht auf die ungarische Tradition zurück, wonach der erste König Ungarns der heilige Stephan, nachdem er ohne Thronfolger geblieben war, das Land der Jungfrau Maria vermachte. Bereits im Mittelalter finden sich daher Quellen, die Ungarn als Regnum Marianum, also das Königreich Mariens, bezeichnen. Die Krone über der Statue am Altar wurde allerdings erst im Jahre 2000, dem tausendjährigen Jubiläum der ungarischen Staatsgründung, in einer feierlichen Messe hier platziert. Zuvor war sie von Mitgliedern der Gemeinde zu Fuß vom Vatikan in Rom nach Buda gebracht worden, nachdem sie von Papst Johannes Paul II. gesegnet worden war.
Hinter dem Altar finden wir zwei Fensterreihen, die obere Reihe im neogotischen Stil zeigt die wichtigsten Heiligen der ungarischen Kirche, die untere Reihe im neoromanischen Stil die wichtigsten Heiligen der katholischen Kirche. Unter diesen sticht besonders das Mittlere, Jesus darstellende Fenster hervor. Da das Fenster sich direkt hinter dem Altar und hinter der Marienstatue befindet, ist die Darstellung Jesu lediglich durch den die Maria umgebenden Sternenkranz sichtbar. Dies ist allerdings durchaus so gewollt, da es die Rolle der Jungfrau auch als Mater Domini und ihre Bedeutung in der katholischen Kirche hervorhebt.

### Heilig-Kreuz-Kapelle

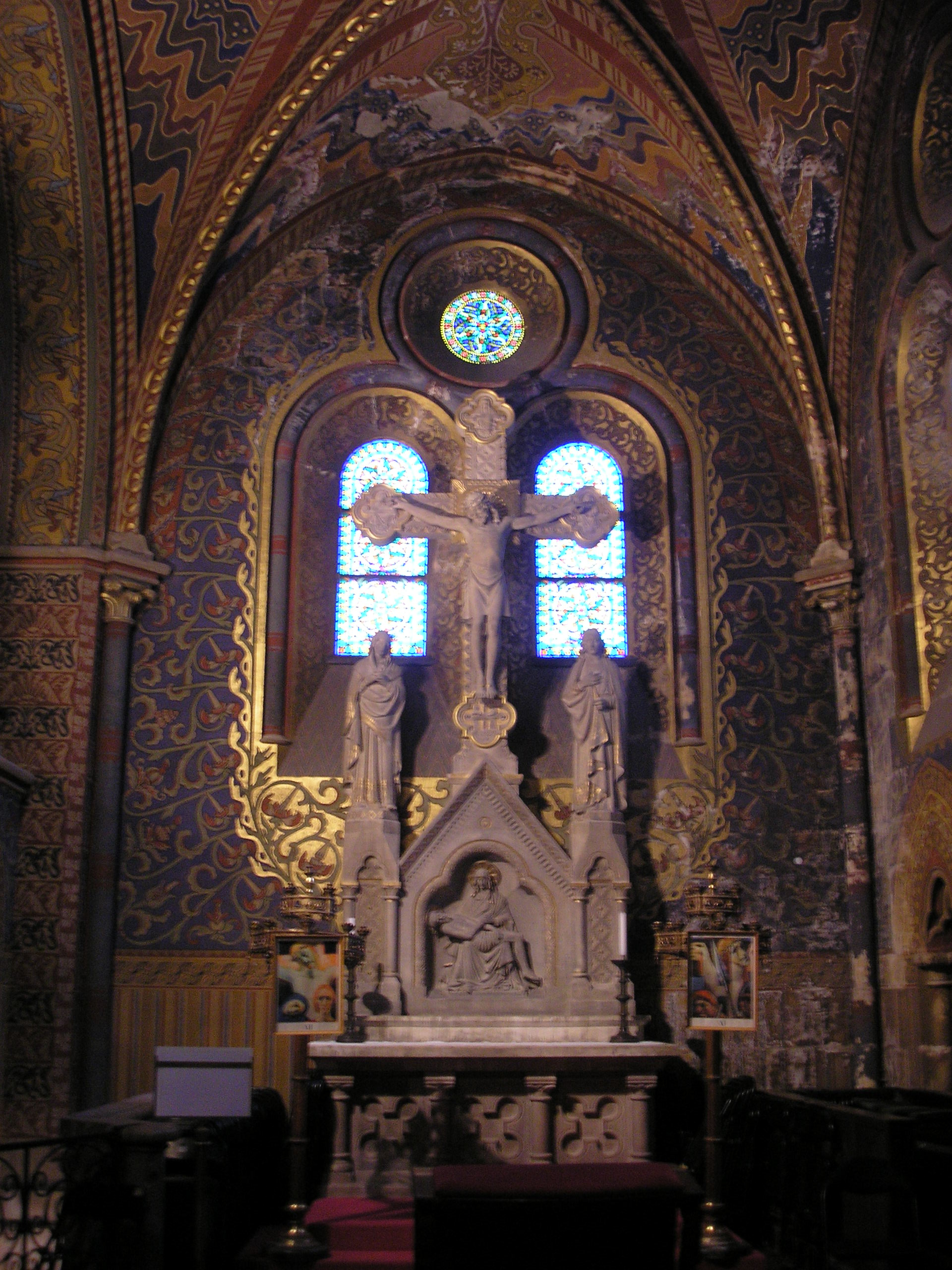
Heilig-Kreuz-Kapelle

Rechts des Altars finden wir die neoromanische Heilig-Kreuz-Kapelle. Diese sticht innerhalb der Kirche besonders hervor, weil sie sich von der sonst überwiegend neogotischen Ausstattung durch Formen und Farben deutlich absetzt. Hier finden wir im Zentrum Christus am Kreuz flankiert von der Mutter Gottes und Maria Magdalena, darunter eine Pietà. Besonders sehenswert sind auch die Fenster an den Seitenwänden der Kapelle. Der Abstieg in die Krypta der Kirche ist ebenfalls hier zu finden.

### Krypta
Die Krypta wird heute als Unterkirche für Taufen und Trauermessen und während der Besuchszeiten als Sakramentskapelle genutzt. Hier befindet sich der gemeinsame Sarkophag der ungarischen Könige des Mittelalters. Mit ihren hellen Farben stellt die Krypta einen interessanten Kontrast zur restlichen Kirche dar.

### Kanzel

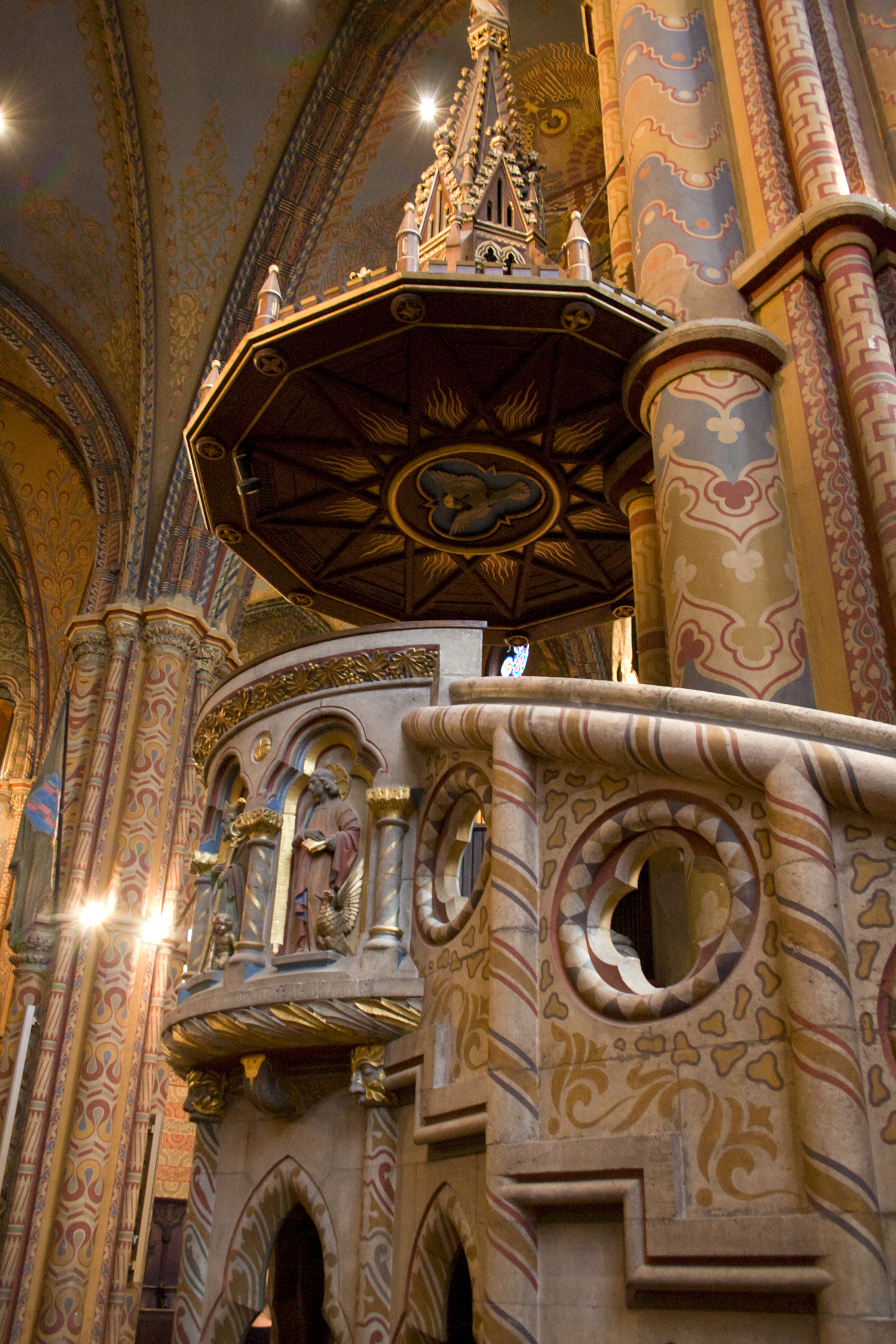
Kanzel

Die neogotische Kanzel ist eine Arbeit von Architekt Frigyes Schulek und Bildhauer Ferenc Mikula. Hier sind die vier Evangelisten und die vier ursprünglichen Kirchenlehrer mit ihren jeweiligen Attributen abgebildet. Evangelist Matthäus mit einem geflügelten Menschen, der heilige Ambrosius von Mailand mit Bienenkorb, Evangelist Markus mit einem Löwen, der heilige Augustinus von Hippo mit einem wasserschöpfenden Kind, der Evangelist Lukas mit einem Ochsen, der heilige Hieronymus in Kardinalstracht, Evangelist Johannes mit einem Adler und Papst Gregor der Große mit der Taube des Heiligen Geistes. Auf der Spitze der Kanzel befindet sich eine Statue des Guten Hirten.

### Südfenster
An der Südseite der Kirche befinden sich drei neogotische Glasfenster, die wie die Bemalungen von Bertalan Székely und Károly Lotz stammen. Das linke, etwas kleinere Fenster stellt das Leben der heiligen Margareta von Ungarn dar, Tochter des Gründers der Kirche König Béla IV. Das mittlere Fenster ist der Jungfrau Maria gewidmet. Hier finden wir unten auch die Wappen der Könige, die am Bau der Kirche beteiligt waren. Links zunächst das Wappen von Bela IV. daneben die von Sigismund von Luxemburg und Ludwig dem Großen und zuletzt das Wappen von Matthias Corvinus. Das rechte Fenster stellt das Leben der heiligen Elisabeth von Thüringen dar. Auch hier finden wir Wappen, in diesem Fall die Wappen der Krönungszeremonie aus dem Jahre 1867. Links zunächst das ungarische Wappen, gefolgt vom Wappen des Hauses Habsburg für König Franz Joseph I. und dem Wappen von Wittelsbach (Bayern) für Königin Elisabeth und abschließend dem Budapester Wappen.

### Fahnen
Auffällig sind auch die Fahnen an den Säulen. Sie stammen aus der Krönungszeremonie von Franz Joseph I. und zeigen die Wappen der Länder der ungarischen Krone. Nach dem Vertrag von Trianon ist nur noch eines dieser Länder auch heute Teil Ungarns. Trotzdem wurden die Fahnen in der Kirche belassen als Symbol, dass die Matthiaskirche Nationalkirche aller Ungarn ist, auch die der Millionen von Ungarn, die im benachbarten Ausland leben.

### Kirchenmusik

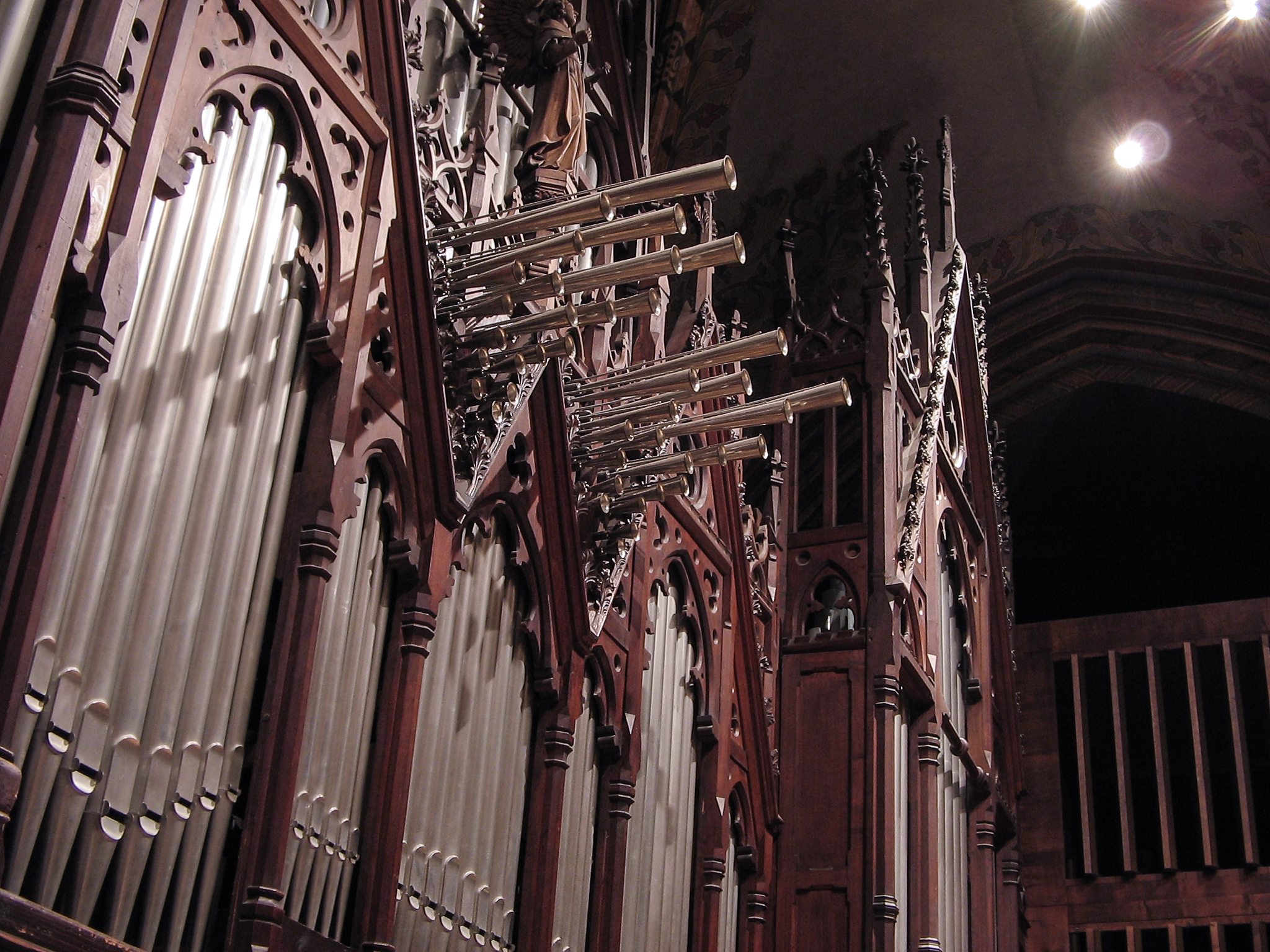
Orgelprospekt

Die Hauptorgel auf der Westempore wurde 1909 von der Firma Rieger erbaut und hat heute nach Umbauten und Restaurierungen 88 Register mit fünf Manualen. Die Chororgel wurde 2010 von der Orgelmanufaktur Pécs gebaut und hat 23 Register. Beide können auch zusammen gespielt werden und sind damit eine der größten Orgeln Ungarns.
Jährlich finden etwa 80 Orgelkonzerte in der Kirche statt.
Chor und Orchester fanden bereits zu Zeiten König Matthias’ Erwähnung. Sie sind seit dem Jahre 1686 ohne Unterbrechung aktiv. In der Matthiaskirche wurden  auch wichtige Werke berühmter Komponisten uraufgeführt, so die Krönungsmesse von Franz Liszt für die Krönung von König Franz Joseph im Jahre 1867. Der Komponist durfte  die Aufführung aber nicht selbst leiten, weil es vom Hofchor und -orchester aus Wien gespielt wurde. Er verfolgte die Zeremonie daher von dieser Empore aus. Auch das Budavári Te Deum von Zoltán Kodály wurde hier uraufgeführt.

## Museum der Kirche

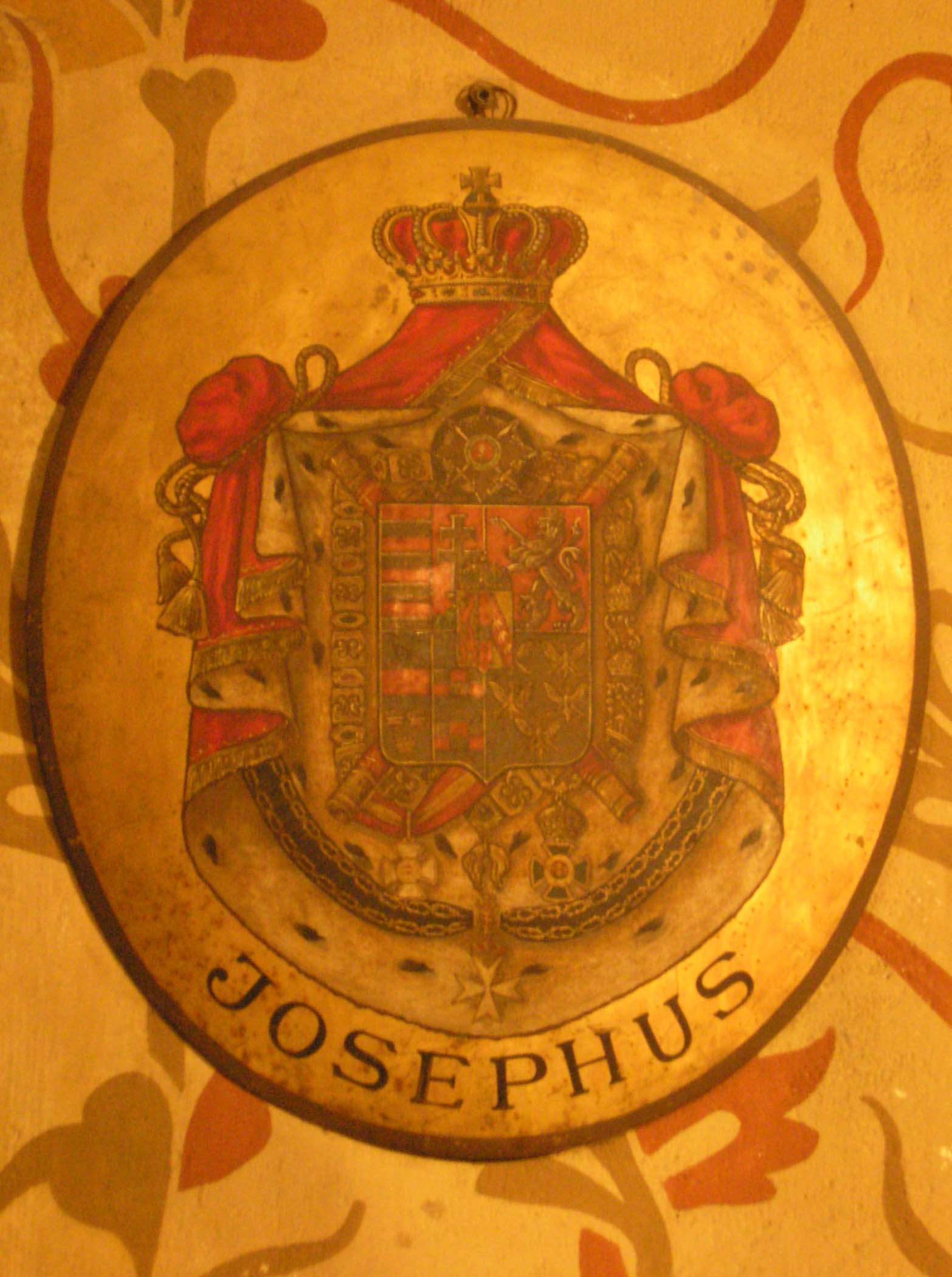
Wappen von Erzherzog Joseph August (1872–1962)

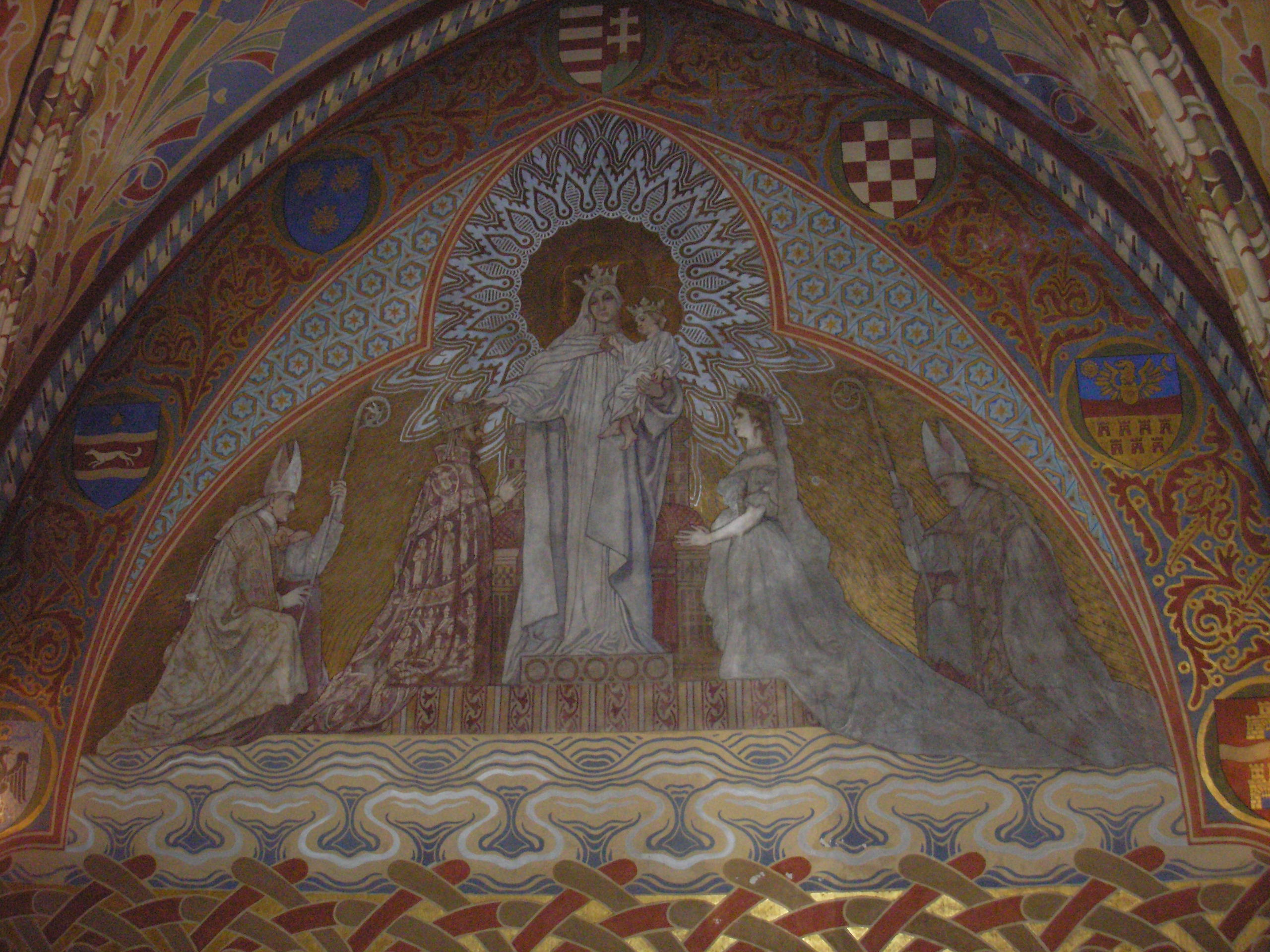
Krönungsfresko

Der Aufstieg in das Kirchenmuseum befindet sich in der Taufkapelle.

### Béla-Säle
Zunächst erreicht der Besucher die Béla-Säle, benannt nach dem Gründer der Kirche König Béla IV. Hier befindet sich der Domschatz, besonders sehenswert ist das Krönungsgewand (heute eine Casula) der Kaiserin Elisabeth von Österreich-Ungarn (Sissi) sowie die „Schwarze Madonna“ aus Loreto (17. Jahrhundert). Von hier aus bietet sich auch ein guter Rundblick auf das Kircheninnere und im Besonderen auf die Fenster auf der Südseite.

### Oratorium des Malteserordens
Über eine weitere Treppe gelangt man zum Oratorium des Malteserordens. An den Wänden befinden sich die Wappen wichtiger Mitglieder des Ordens, darunter die von Erzherzog Joseph August, Reichsverweser Miklós Horthy und dem niederländischen Prinzgemahl Heinrich zu Mecklenburg. Ausgestellt sind auch die erste katholische Bibelübersetzung in ungarischer Sprache und eine Statue der Königin Elisabeth aus weißem Marmor. Das Krönungsfresko an der Ostwand der Kapelle stellt die Krönung im Jahre 1867 dar. Hier sieht man im Zentrum die Jungfrau Maria, wie sie Franz Joseph I. zum König Ungarns krönt, zu ihrer Linken ist seine Frau Elisabeth von Österreich-Ungarn ("Sissi") dargestellt. Umgeben wird die Szene von den Wappen der Länder der Ungarische Heiligen Krone. Links zunächst das Wappen des ungarischen Kriegshafens Fiume (Rijeka) gefolgt von den Königreichen Slawonien, Dalmatien, Ungarn und Kroatien sowie Siebenbürgen und der Hauptstadt Budapest.

### Königliches Oratorium
Über einen Flur gelangt man in das Königliche Oratorium. Von hier aus verfolgten die ungarischen Könige die Messe und bis heute sind hier die Inthronisationsstühle von Karl IV. und seiner Frau Zita von Bourbon-Parma aus dem Jahre 1916 ausgestellt, dazwischen findet man eine Kopie der „Heiligen Krone von Ungarn“. Das Original ist in der Kuppelhalle des Gebäudes des Ungarischen Parlaments.

### Gara-Kapelle
Über die Königstreppe gelangt man in die Gara- oder St. Stephans-Kapelle. Die Wände zieren Fresken von Bertalan Székely, die den heiligen König Stephan rühmen. Im Zentrum befindet sich ein von Frigyes Schulek entworfener Schrein, der eigens für die heilige Rechte, die wichtigste Reliquie Ungarns, angefertigt wurde. Die Rechte wurde aber niemals hierher überführt, stattdessen wurde eigens für sie die Stephans-Basilika in Pest errichtet. In der Kapelle befinden sich aber zumindest die wichtigsten Reliquien der Kirche, darunter der Fuß des Johannes der Almosengeber, ein Geschenk des türkischen Sultans Mehmed II. an König Matthias und Reliquien der Heiligen Franz von Assisi, Antonius von Padua, Bischof Stanislaus von Krakau und Johannes Nepomuk.

## UNESCO-Weltkulturerbe
Die Matthiaskirche ist, gemeinsam mit dem Burgviertel, dem Donauufer und der Andrássy-Straße, als UNESCO-Welterbe unter der Referenznummer 400 eingetragen. Der Eintrag erfolgte im Jahre 1987 in der Kategorie (II) und (IV).

## Galerie

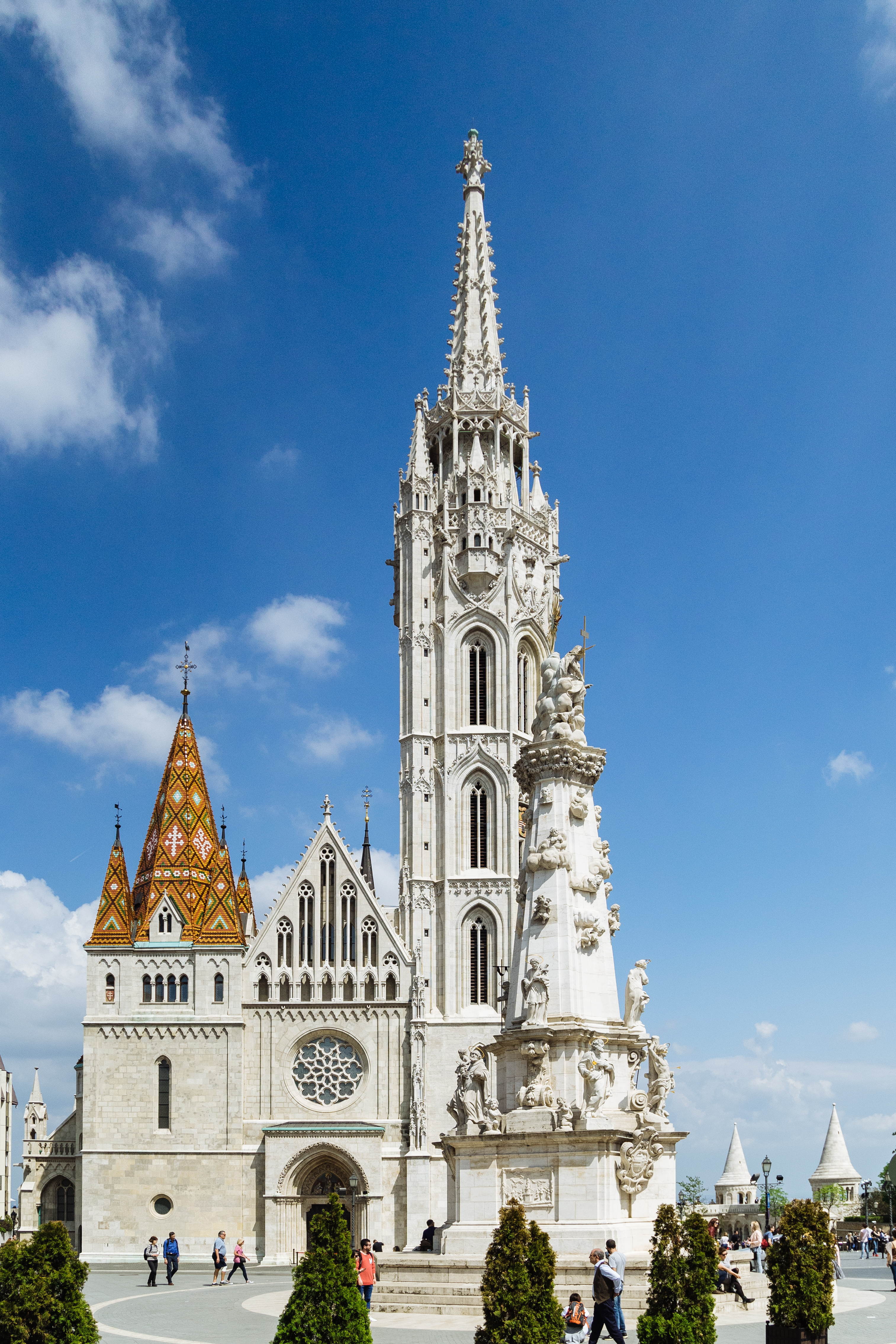
Matthiaskirche mit Dreifaltigkeitssäule (2017)
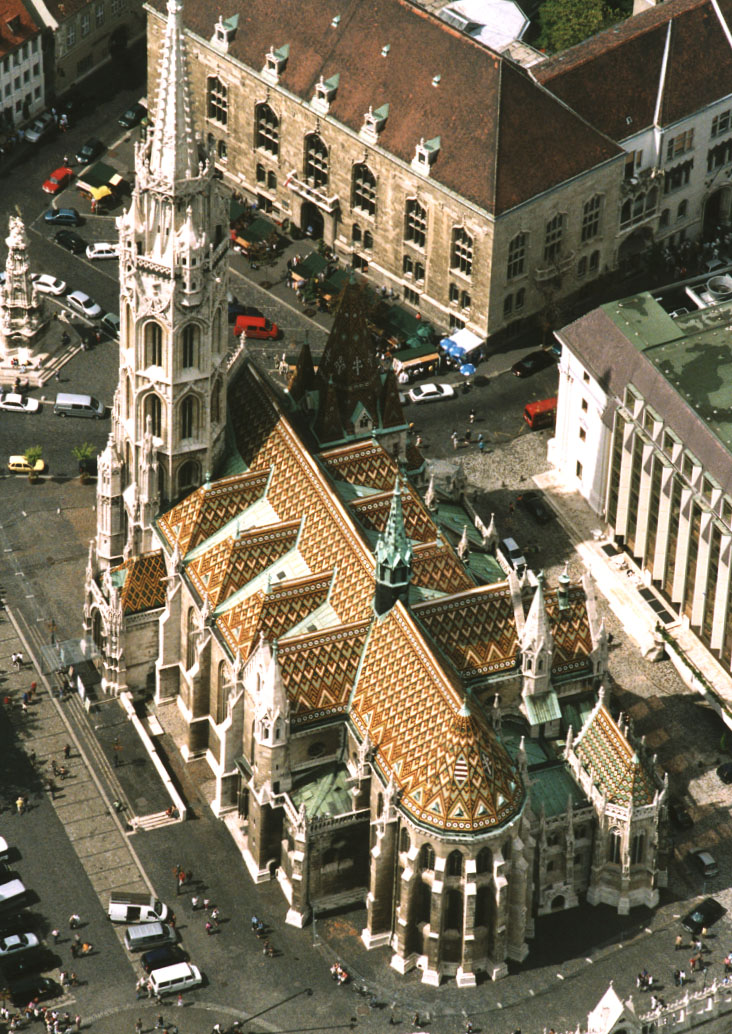
Matthiaskirche
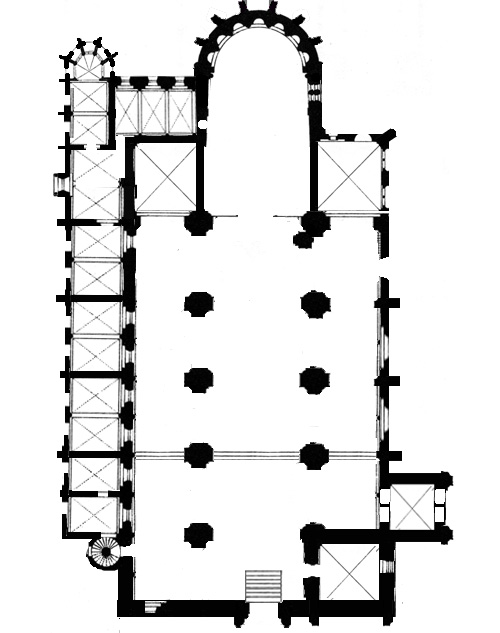
Grundriss
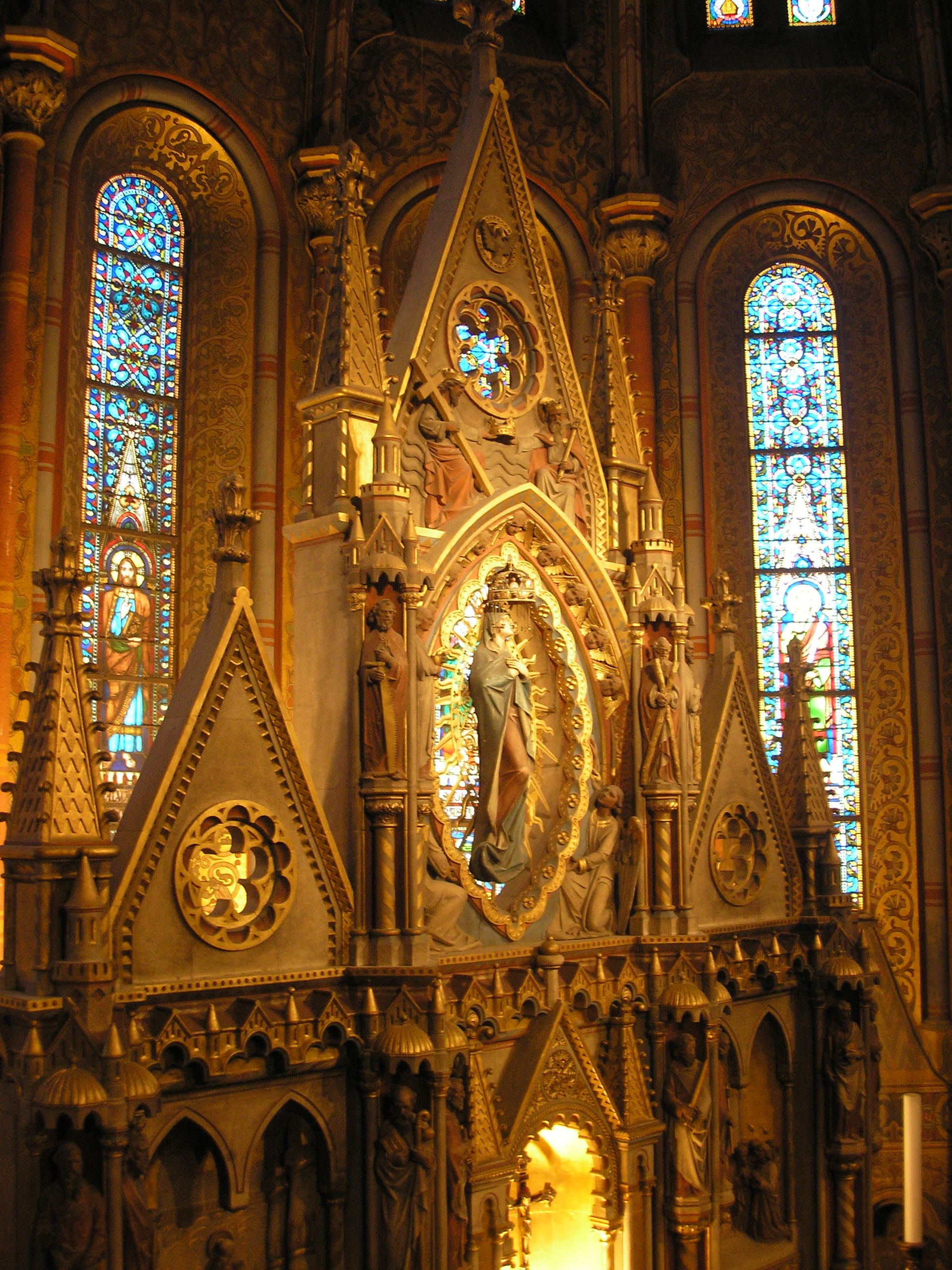
Altar
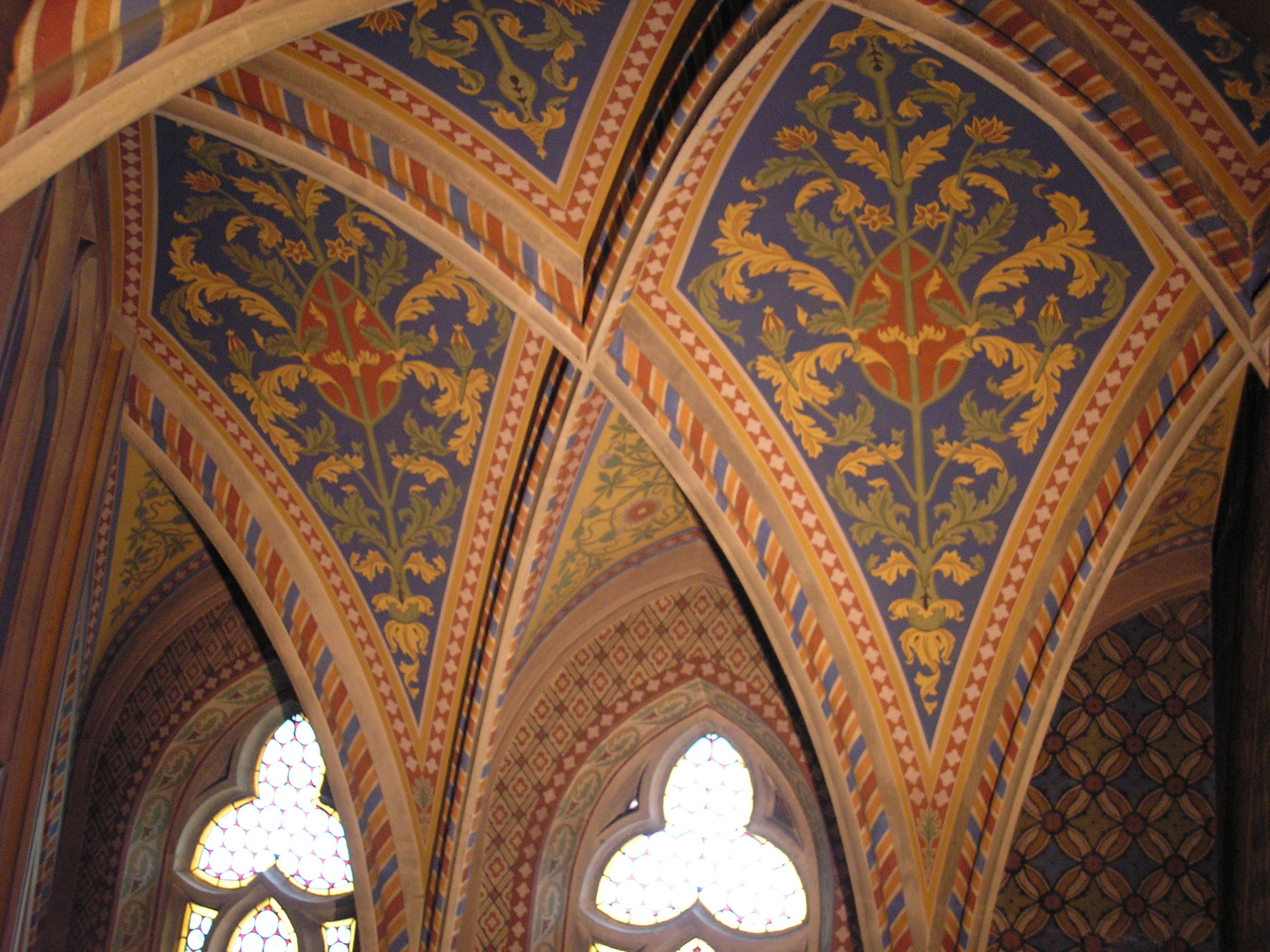
Dekoration
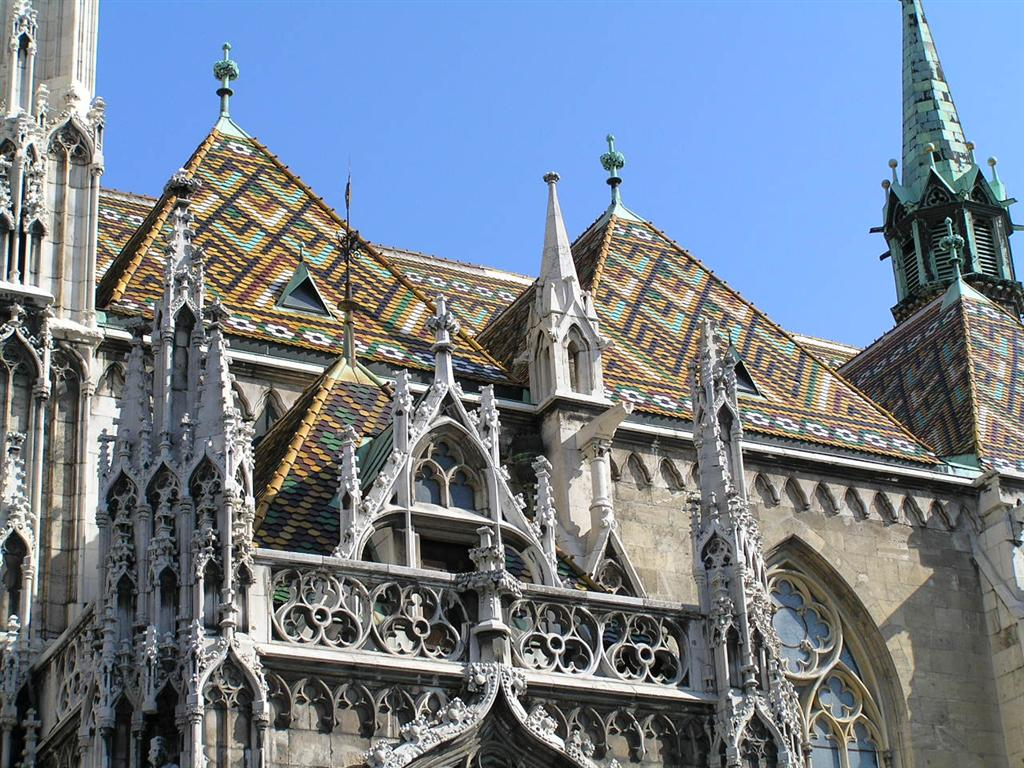
Dach mit den Zsolnay-Kacheln
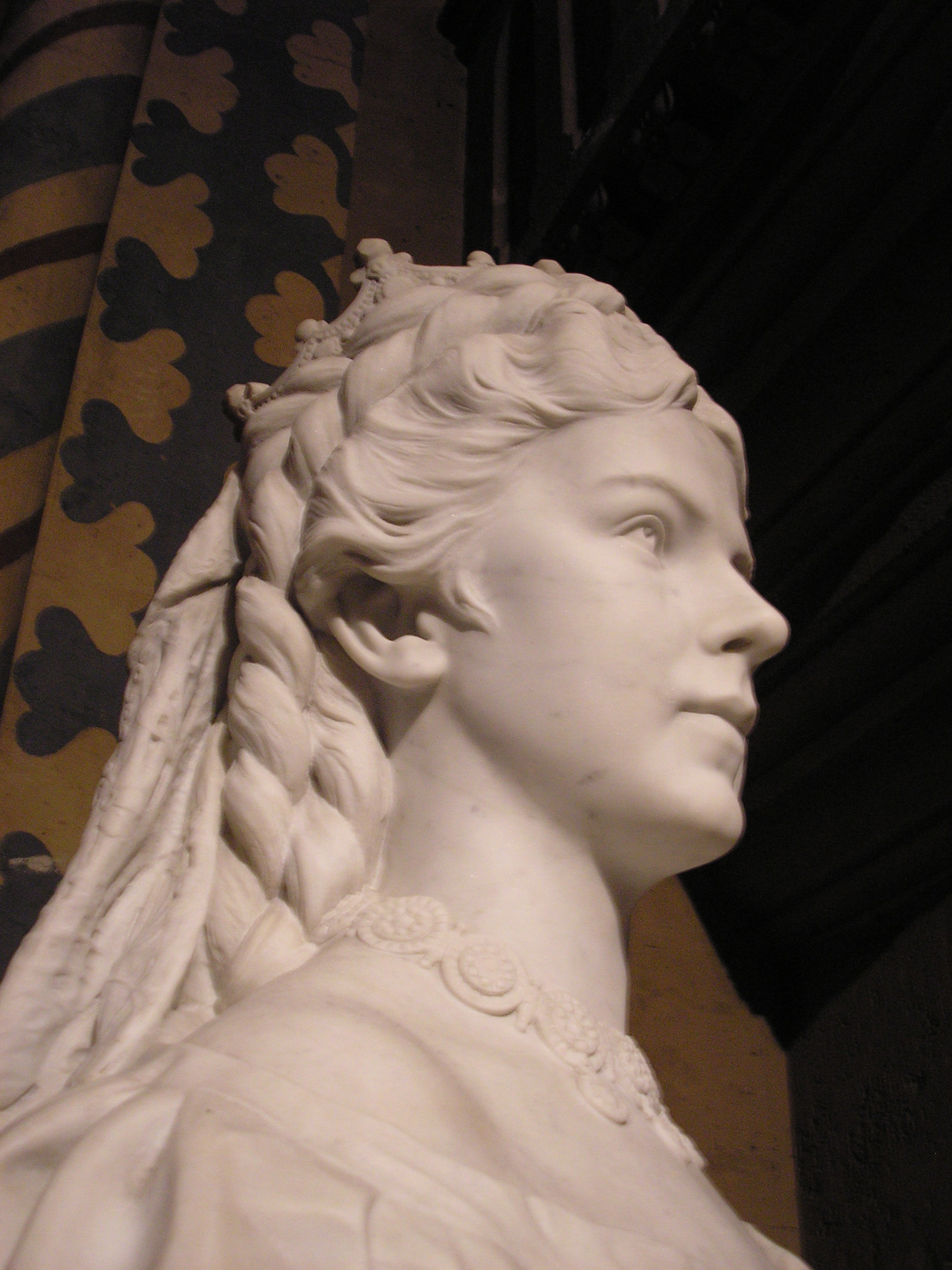
Statue von Königin Elisabeth
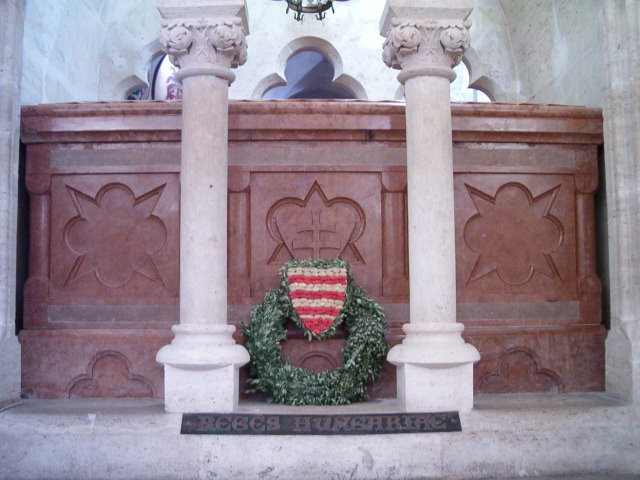
Sarg der ungarischen Könige
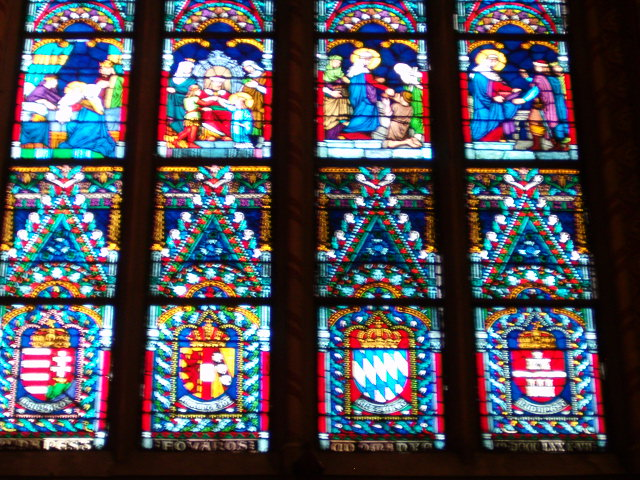
Wappen der Krönungszeremonie von 1867
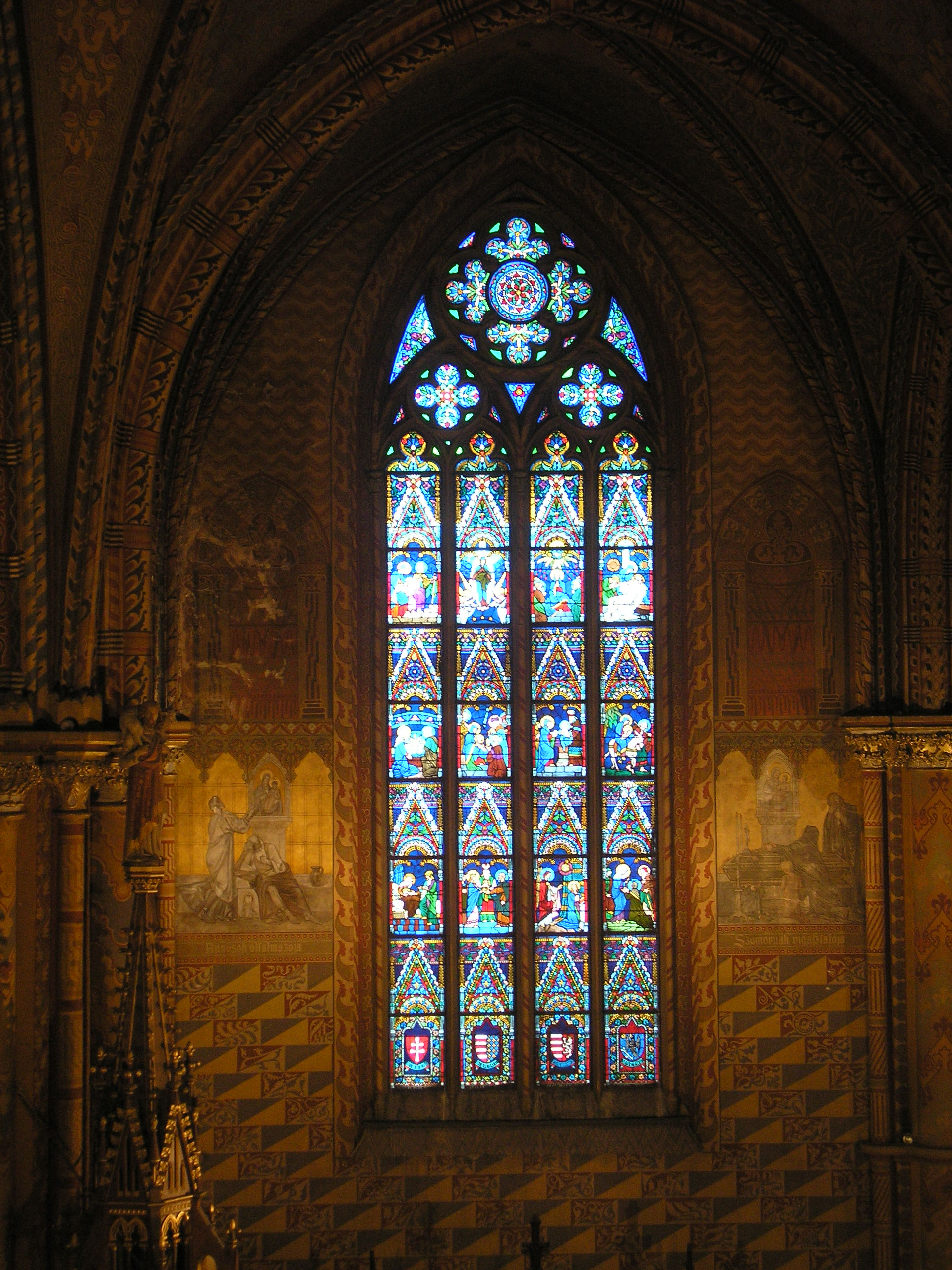
Marienfenster
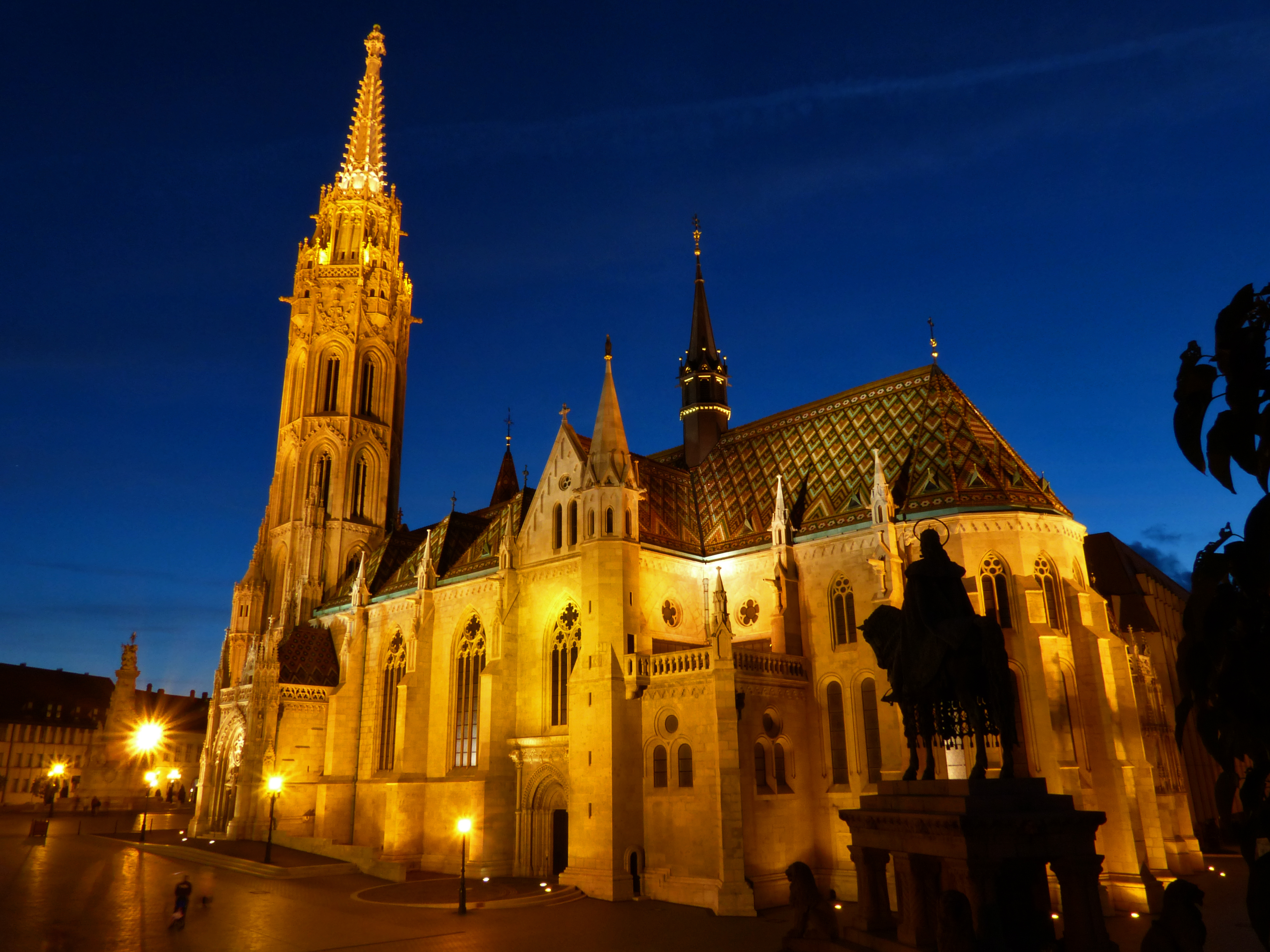
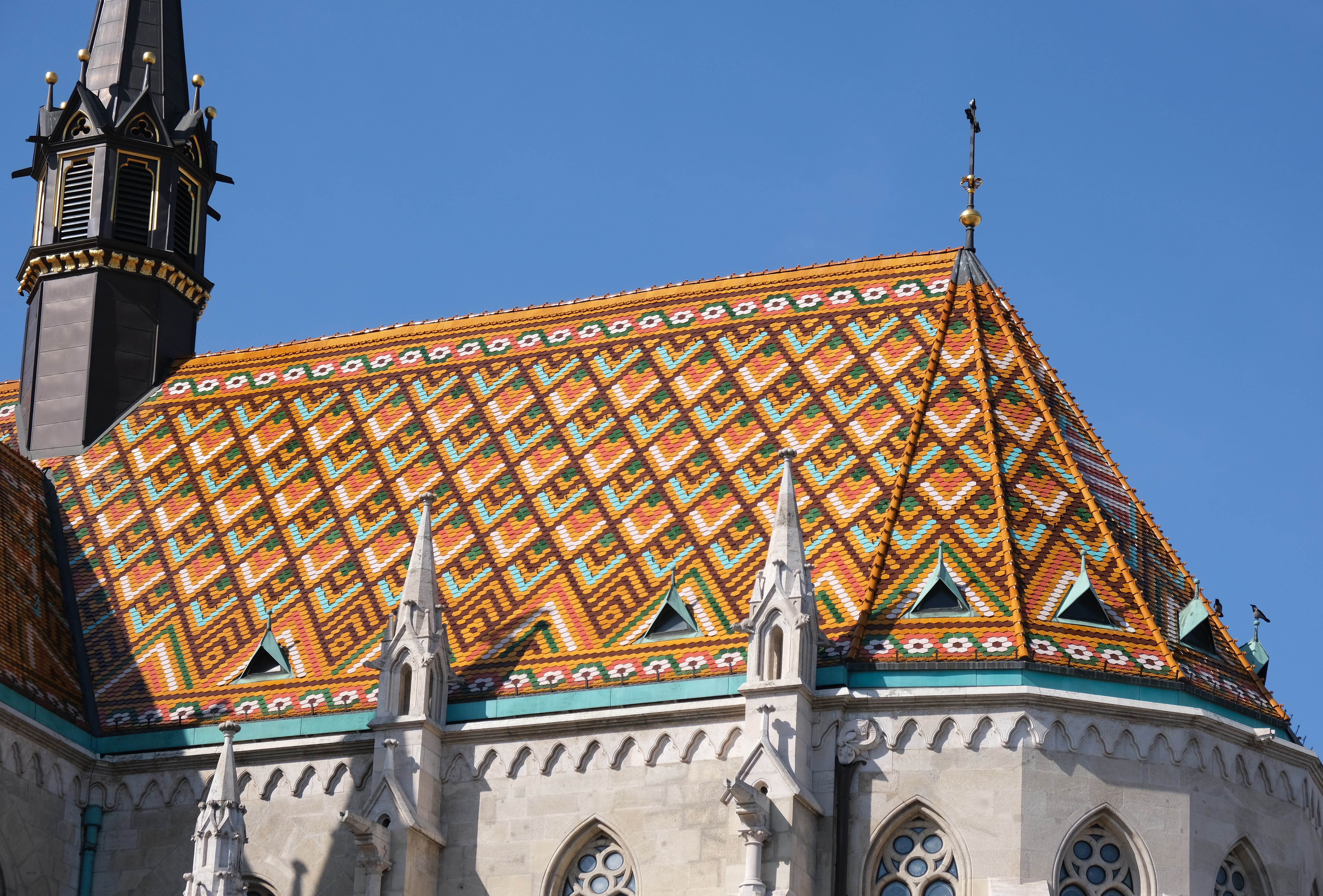